# Gary Cooper
Frank James Cooper (Helena, Montana, 7 de mayo de 1901-Los Ángeles, California, 13 de mayo de 1961), más conocido como Gary Cooper, fue un actor estadounidense. 
Ganó el premio Óscar al mejor actor en dos ocasiones y fue nominado en otras tres, así como un Óscar honorífico por su trayectoria profesional en 1961. Estuvo incluido en la lista del Motion Picture Herald de las diez estrellas más importantes del cine durante veintitrés años consecutivos y figuró dieciocho veces en las listas de los diez actores más taquilleros. El American Film Institute (AFI) lo situó en el puesto 11.º de su lista de las 25 leyendas del cine clásico de Hollywood. Su carrera se extendió a lo largo de 36 años, de 1925 a 1961, con papeles protagonistas en 84 películas. Fue una estrella del cine desde el final de la era del cine mudo hasta finales de la edad de oro del Hollywood clásico. Su repertorio de actuaciones abarcaba papeles en la mayoría de los principales géneros cinematográficos. A lo largo de toda su carrera representó el papel del ideal del héroe estadounidense.
En los inicios de su carrera cinematográfica trabajó como extra y como especialista, pero pronto consiguió papeles de actor. Tras afianzarse como un héroe del cine del Oeste en sus primeras películas mudas, se convirtió en estrella de cine en 1929 con su primera película sonora, El virginiano (The Virginian). A principios de la década de 1930, amplió su imagen de héroe incluyendo personajes más conservadores en películas de aventuras y dramas como Adiós a las armas (A Farewell to Arms, 1932) y The Lives of a Bengal Lancer (1935). Durante el apogeo de su carrera, Cooper representó un nuevo tipo de héroe, un representante del hombre corriente, en películas como Mr. Deeds Goes to Town (1936), Meet John Doe (1941), Sergeant York (1941), The Pride of the Yankees (1942) o Por quién doblan las campanas (For Whom the Bell Tolls, 1943). Posteriormente interpretó personajes más maduros y antagónicos en películas como The Fountainhead (1949) o Solo ante el peligro (High Noon, 1952). Buscando alejarse de sus papeles anteriores, en sus últimas películas interpretó personajes no violentos en filmes como Friendly Persuasion (1956) y El hombre del oeste (Man of the West, 1958).

## Primeros años

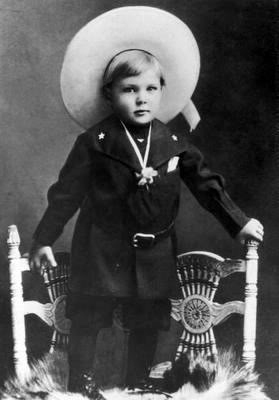
Cooper de niño, vestido como un vaquero (1903)

Frank James Cooper nació en Helena (Montana) el 7 de mayo de 1901, el menor (su hermano Arthur era seis años mayor que él) de los dos hijos de Alice (de soltera Brazier; 1873-1967) y Charles Henry Cooper (1865-1946), ambos de origen británico. Su padre procedía de Houghton Regis (Bedfordshire) y se convirtió en un destacado abogado, ranchero y juez de la Corte Suprema de Montana; su madre era de Gillingham (Kent) y se casó con Charles en Montana. En 1906 su padre compró el rancho ganadero de 240 ha de extensión «Seven-Bar-Nine», a unos 80 km al norte de Helena, cerca de Craig (Montana). Los dos hermanos pasaban los veranos en el rancho y aprendieron a montar a caballo, cazar y pescar. Cooper estudió en la Central Grade School en Helena.
Alice quería que sus hijos tuvieran una educación británica, por lo que los envió a Inglaterra en 1909 para matricularlos en la Dunstable Grammar School en Dunstable (Bedfordshire); durante su estancia los dos hermanos vivieron con los primos de su padre, William y Emily Barton, en su casa de Houghton Regis. Cooper estudió latín, francés e historia inglesa en Dunstable hasta 1912. Aunque consiguió adaptarse a la disciplina de la escuela inglesa y aprendió los requisitos sociales, nunca se adaptó a la rígida estructura de clases y a los formales cuellos tipo Eton que debía ponerse. Recibió su confirmación en la Iglesia de Inglaterra en la Iglesia de Todos los Santos en Houghton Regis el 3 de diciembre de 1911. Su madre los acompañó de vuelta a los Estados Unidos en agosto de 1912 y Cooper reanudó sus estudios en la Johnson Grammar School en Helena.
Cuando tenía 15 años se lesionó la cadera en un accidente de coche; por recomendación de su médico se trasladó al rancho «Seven-Bar-Nine» para recuperarse montando a caballo, una terapia errónea que le dejó como secuela su característico estilo de andar rígido y desequilibrado y montar a caballo ligeramente inclinado. En 1918 dejó sus estudios de secundaria en la Helena High School después de dos años y volvió al rancho familiar para trabajar a jornada completa como vaquero. En 1919 su padre se encargó de que asistiera a la Gallatin County High School en Bozeman, donde, Ida Davis, su profesora de inglés, le animó a centrarse en el aspecto académico y a participar en debates y en obras de teatro. El actor dijo más tarde que Davis «[fuera] la mujer responsable en parte de que [él] dejara de ser vaquero y asistiera a la universidad».

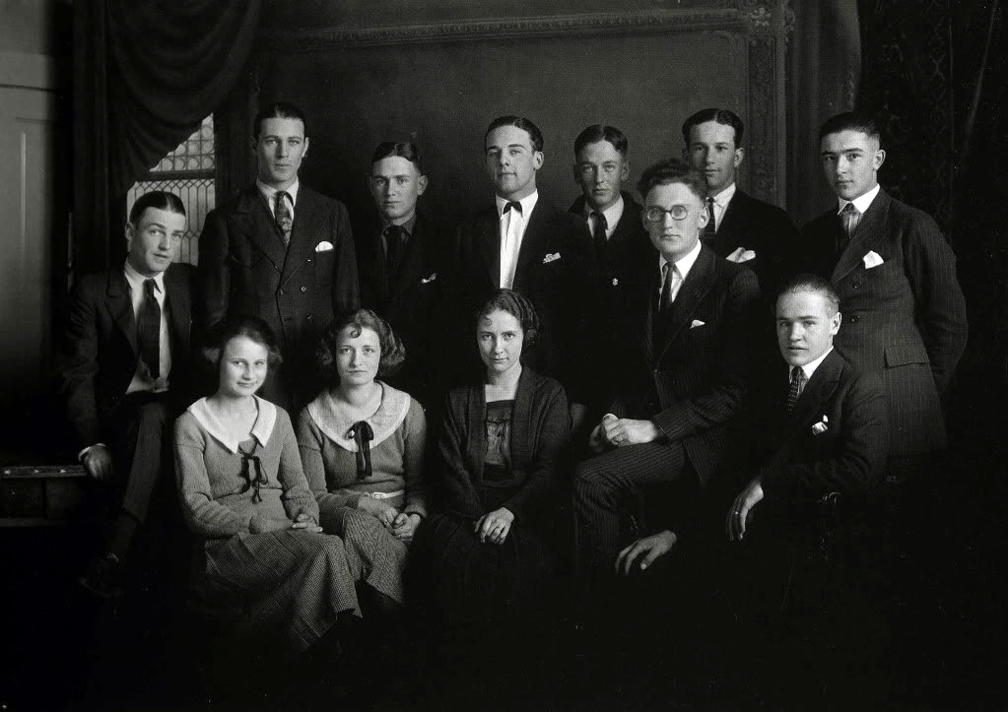
Cooper en el Grinnell College en 1922 (segundo por la izquierda, fila superior)

En 1920, cuando todavía cursaba sus estudios en la escuela secundaria, realizó tres cursos de arte en el Montana Agricultural College en Bozeman. Su interés por el arte se despertó años antes con las pinturas del viejo Oeste de Charles Marion Russell y Frederic Remington. Sintió especial admiración y estudió el cuadro de Russel Lewis and Clark Meeting Indians at Ross' Hole (1910), que se encuentra actualmente en el edificio del capitolio estatal en Helena. Para continuar su educación artística, en 1922 se matriculó en el Grinnell College en Grinnell (Iowa), donde obtuvo buenos resultados académicos en la mayoría de sus cursos, pero no fue aceptado en el club de teatro de la escuela. Sus dibujos y acuarelas se exhibieron por toda la residencia, y fue nombrado editor de arte para la confección del anuario de la universidad. Durante los veranos de 1922 y 1923 trabajó en el parque nacional de Yellowstone como guía turístico conduciendo los autobuses amarillos de techo descubierto. A pesar de unos prometedores primeros 18 meses en Grinnell, dejó la universidad en febrero de 1924, pasó un mes en Chicago buscando trabajo como artista y luego volvió a Helena, donde vendió caricaturas editoriales al periódico local Independent.
En el otoño de 1924 su padre dejó su puesto en la Corte Suprema de Montana y se trasladó con su esposa a Los Ángeles para administrar las propiedades de dos parientes, por lo que Cooper, a petición de su padre, se reunió allí con ellos en noviembre. Tras un breve paso por una serie de trabajos poco prometedores, se encontró con dos amigos de Montana que trabajaban como extras y especialistas de cine en wésterns de serie B para pequeños estudios de cine del «Poverty Row», quienes le presentaron a otro vaquero de Montana, el campeón de rodeo Jay «Slim» Talbot, que le presentó a un director de casting. Con la intención de conseguir dinero para un curso de arte profesional, trabajó como extra en una película por 5 dólares al día y como doble de acción por 10 dólares. Cooper y Talbot se hicieron grandes amigos y compañeros de caza y Talbot trabajó más tarde como doble y sustituto de Cooper durante más de tres décadas.

## Carrera

### Cine mudo (1925-1928)

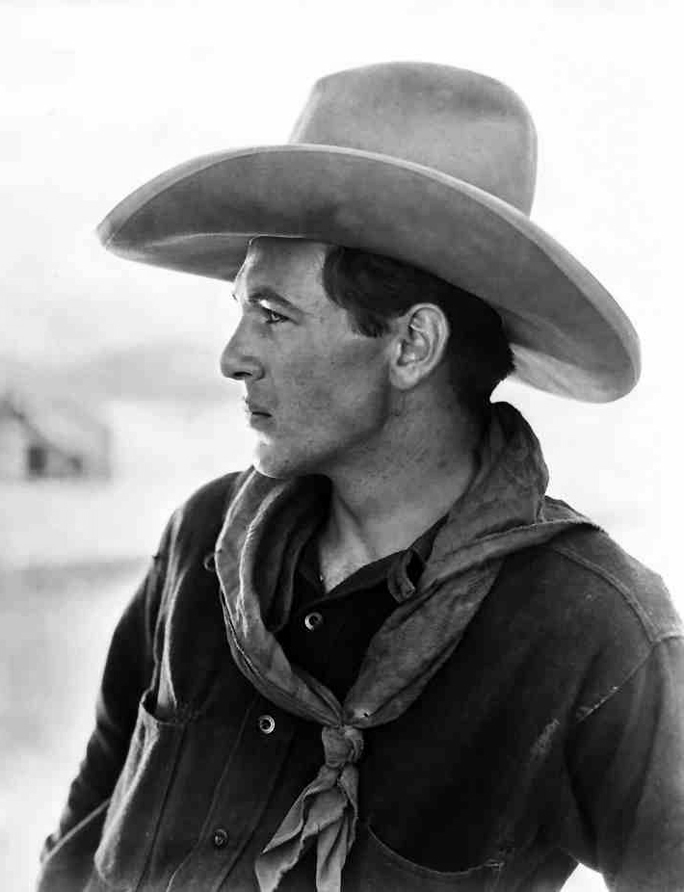
Cooper en The Winning of Barbara Worth (1926)

A principios de 1925 comenzó su carrera cinematográfica en películas mudas como The Thundering Herd y Wild Horse Mesa con Jack Holt como protagonista, Riders of the Purple Sage y The Lucky Horseshoe con Tom Mix, y The Trail Rider con Buck Jones. Aunque trabajó para varios estudios del «Poverty Row», también lo hizo para los por entonces emergentes majors como Famous Players-Lasky y Fox Film Corporation. Su destreza como jinete le conseguía trabajo constante en los wésterns, pero Cooper calificó el trabajo de los especialistas de cine, que a veces causaba daños a caballos y jinetes, como «duro y cruel». Con la esperanza de dejar atrás el arriesgado trabajo de los dobles y conseguir papeles de actor, Cooper pagó por una prueba de pantalla y contrató a la directora de casting Nan Collins para que trabajara como su agente. Collins sabía que otros actores le llamaban «Frank Cooper» y le sugirió que lo cambiara a «Gary», por su ciudad natal, Gary (Indiana). A Cooper le gustó de inmediato.
También consiguió trabajo en varias películas que no eran del oeste, como su papel como cosaco enmascarado en The Eagle (1925), como soldado romano en Ben-Hur (1925) y como superviviente de una inundación en The Johnstown Flood (1926). Gradualmente comenzó a conseguir papeles con más tiempo en pantalla que le permitían figurar en los créditos, en películas como Tricks (1925), en la que interpretó al antagonista de la película, o el cortometraje Lightnin' Wins (1926). Como actor de reparto, comenzó a atraer la atención de los principales estudios de cine, y el 1 de junio de 1926 firmó un contrato con la Samuel Goldwyn Productions por 50 dólares a la semana.
Su primer papel de cierta importancia fue de actor secundario en la película The Winning of Barbara Worth (1926), protagonizada por Ronald Colman y Vilma Bánky, en la que interpretó a un joven ingeniero que ayuda a un pretendiente rival a salvar a la mujer que ama y a su pueblo de un inminente desastre en una presa; según el biógrafo Jeffrey Meyers, su experiencia viviendo entre los vaqueros de Montana le dio a su actuación una «instintiva autenticidad». La película fue un gran éxito; los críticos describieron a Cooper como una «nueva y dinámica personalidad» y como futura estrella. Goldwyn le ofreció un contrato a largo plazo, pero no lo aceptó y finalmente firmó uno de cinco años con Jesse L. Lasky de Paramount Pictures por 175 dólares a la semana. En 1927, con la ayuda de Clara Bow, consiguió papeles importantes en Children of Divorce y Alas (Wings), ambas de 1927. Ese mismo año también consiguió sus primeros papeles como protagonista en Arizona Bound y Nevada, ambas dirigidas por John Waters.
La Paramount decidió que formara pareja con Fay Wray en The Legion of the Condemned y The First Kiss (ambas de 1928) anunciándolos como los «gloriosos jóvenes amantes» del estudio, aunque su interacción en la pantalla no generó mucho entusiasmo en el público. Con cada nueva película mejoraba su nivel interpretativo y su popularidad fue en aumento, especialmente entre el público femenino. En esa época ganaba hasta 2750 dólares por película y recibía mil cartas de admiradores a la semana. Con la intención de aprovechar el creciente atractivo de Cooper para el público, el estudio le hizo compartir cartel con populares actrices protagonistas como Evelyn Brent en Beau Sabreur, Florence Vidor en Doomsday y Esther Ralston en Half a Bride (todas de 1928). También ese año protagonizó Lilac Time junto a Colleen Moore para la First National Pictures, su primera película con música y efectos de sonido sincronizados y que se convirtió en uno de los filmes de mayor éxito de 1928.

### Estrella de Hollywood (1929-1935)

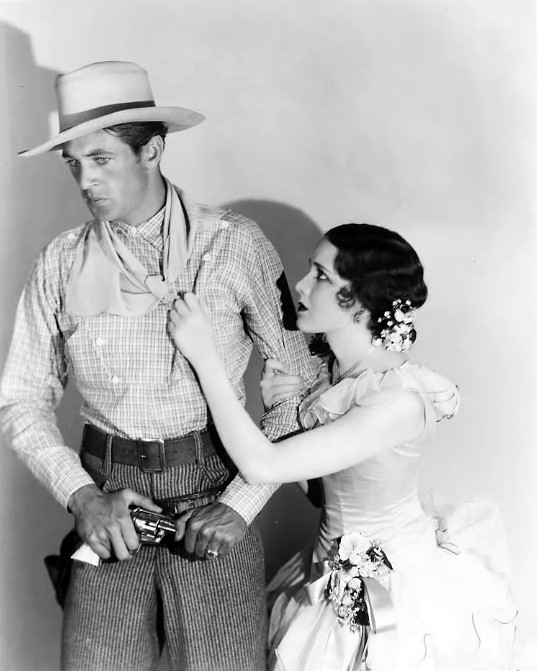
Cooper y Mary Brian en El virginiano (The Virginian, 1929)

Se convirtió en una estrella del cine tras el estreno de su primera película sonora, El virginiano (The Virginian, 1929), dirigida por Victor Fleming y coprotagonizada por Mary Brian y Walter Huston; basada en la popular novela homónima de Owen Wister, El virginiano fue una de las primeras películas sonoras que definió el código de honor del wéstern y contribuyó a establecer muchas de las convenciones de este género cinematográfico que persisten hasta hoy en día. Según el biógrafo y crítico estadounidense Jeffrey Meyers, la imagen romántica del héroe vaquero, alto, guapo y tímido que encarnaba la libertad, el coraje y el honor masculino se debe en gran parte al papel de Cooper en esta película. También según Meyers, a diferencia de algunos actores de cine mudo que tuvieron serios problemas para adaptarse al nuevo soporte sonoro, su transición fue natural, con su voz «profunda y clara» y «agradablemente pausada» que se adaptaba perfectamente a los personajes que representaba en la pantalla. Para aprovechar la creciente popularidad de Cooper, la Paramount lo contrató para varios wésterns y dramas bélicos, como Only the Brave, The Texan, Seven Days' Leave, A Man from Wyoming y The Spoilers (todas estrenadas en 1930). La portada del Saturday Evening Post del 24 de mayo de 1930 con Cooper en su papel de The Texan es obra del reconocido fotógrafo y pintor costumbrista estadounidense Norman Rockwell.

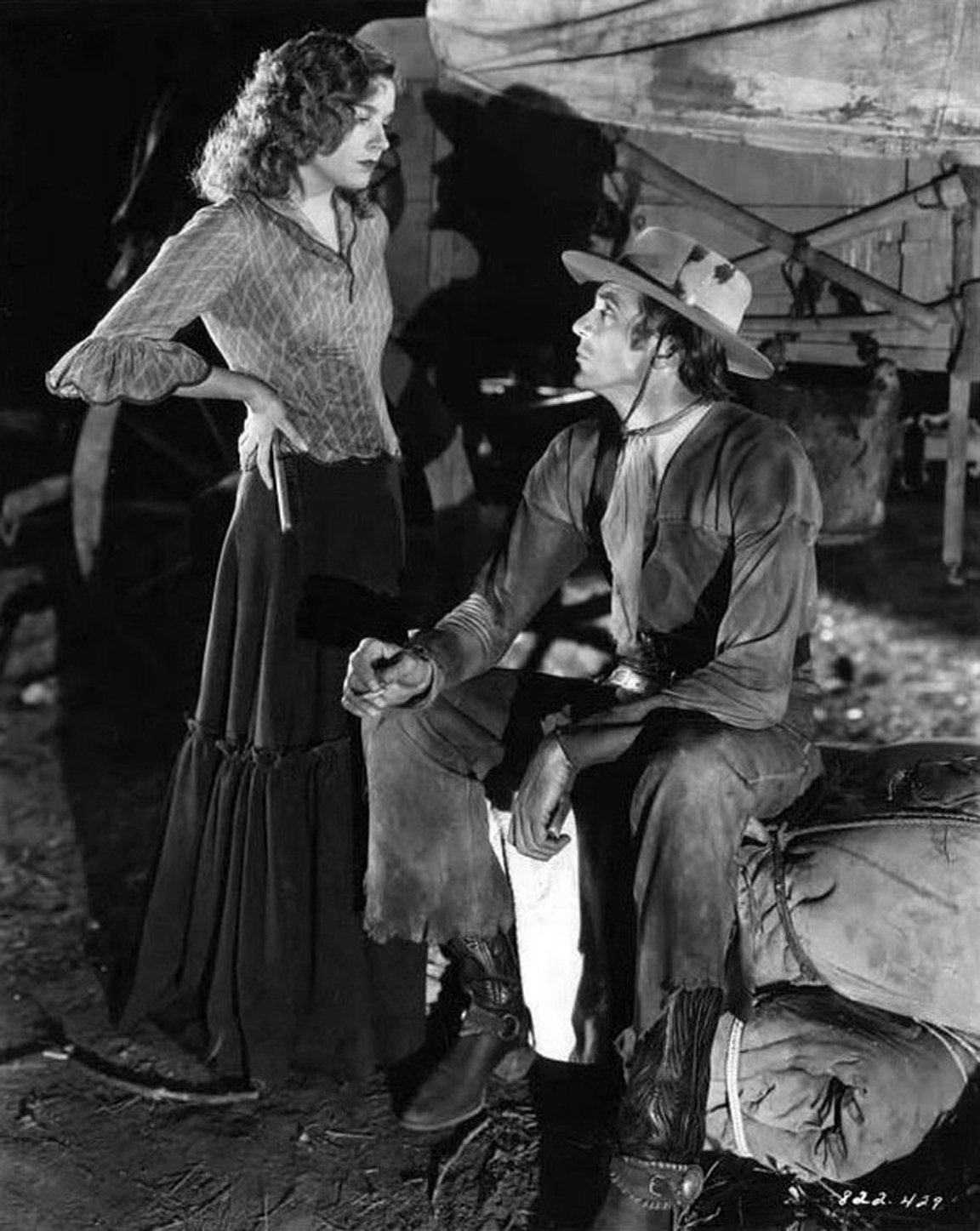
Lili Damita y Cooper en Fighting Caravans (1931)

Una de las actuaciones más importantes en los comienzos de la carrera de Cooper fue su interpretación de un hosco legionario en la película de Josef von Sternberg Morocco (también de 1930), con Marlene Dietrich en su presentación ante el público estadounidense. Durante la producción el director se centró en la actuación de Dietrich y trató a Cooper con desdén. Las tensiones llegaron a un punto crítico cuando von Sternberg le gritó a Cooper en alemán; el actor, de 191 cm se acercó al director, de 163 cm, lo cogió por el cuello y le dijo: «Si esperas trabajar en este país, será mejor que hables el idioma que usamos aquí». Según Thornton Delehanty, del New York Evening Post, a pesar de las tensiones en el plató Cooper realizó «una de sus mejores interpretaciones».
De vuelta al wéstern en Fighting Caravans (1931) —película basada en la novela del mismo título de Zane Grey— junto a la actriz francesa Lili Damita, protagonizó la película de cine negro de Dashiell Hammett City Streets (también de 1931), coprotagonizada por Sylvia Sidney y Paul Lukas, interpretando a un joven que trabaja en una caseta de feria de tiro al blanco que se enfrenta a gánsteres de la gran ciudad para salvar a la mujer que ama. Concluyó el año con apariciones en dos películas sin mucho éxito: I Take This Woman, con Carole Lombard y His Woman, con Claudette Colbert.
Las exigencias y la presión de rodar diez películas en dos años dejaron al actor exhausto y con mala salud, aquejado de anemia e ictericia. Había perdido catorce kilos durante ese período y se sentía solo, aislado y deprimido por su repentina fama y riqueza; en mayo de 1931 dejó Hollywood y se embarcó para Argel y posteriormente a Italia, donde permaneció durante un año. Durante su estancia en el extranjero se alojó con la condesa Dorothy di Frasso en su villa Madama de Roma, quien le enseñó a apreciar la buena comida y los vinos de cosecha, cómo leer los menús italianos y franceses y cómo socializar entre la nobleza y las clases altas de Europa. Tras guiarlo por los grandes museos y galerías de arte de Italia, lo acompañó en un safari de caza mayor de diez semanas por las laderas del monte Kenya en África Oriental, donde se le atribuyeron más de sesenta presas, entre ellas dos leones, un rinoceronte y varios antílopes. Sus vivencias durante el safari en África le influyeron profundamente e intensificaron su amor por la naturaleza. A su regreso a Europa se embarcó con la condesa en un crucero por el Mediterráneo visitando la Riviera italiana y francesa. Descansado y rejuvenecido gracias a su exilio de un año, Cooper volvió a Hollywood en abril de 1932 y negoció un nuevo contrato con la Paramount para realizar dos películas al año, con un salario de 4000 dólares a la semana y la posibilidad de aprobar el director y el guion.

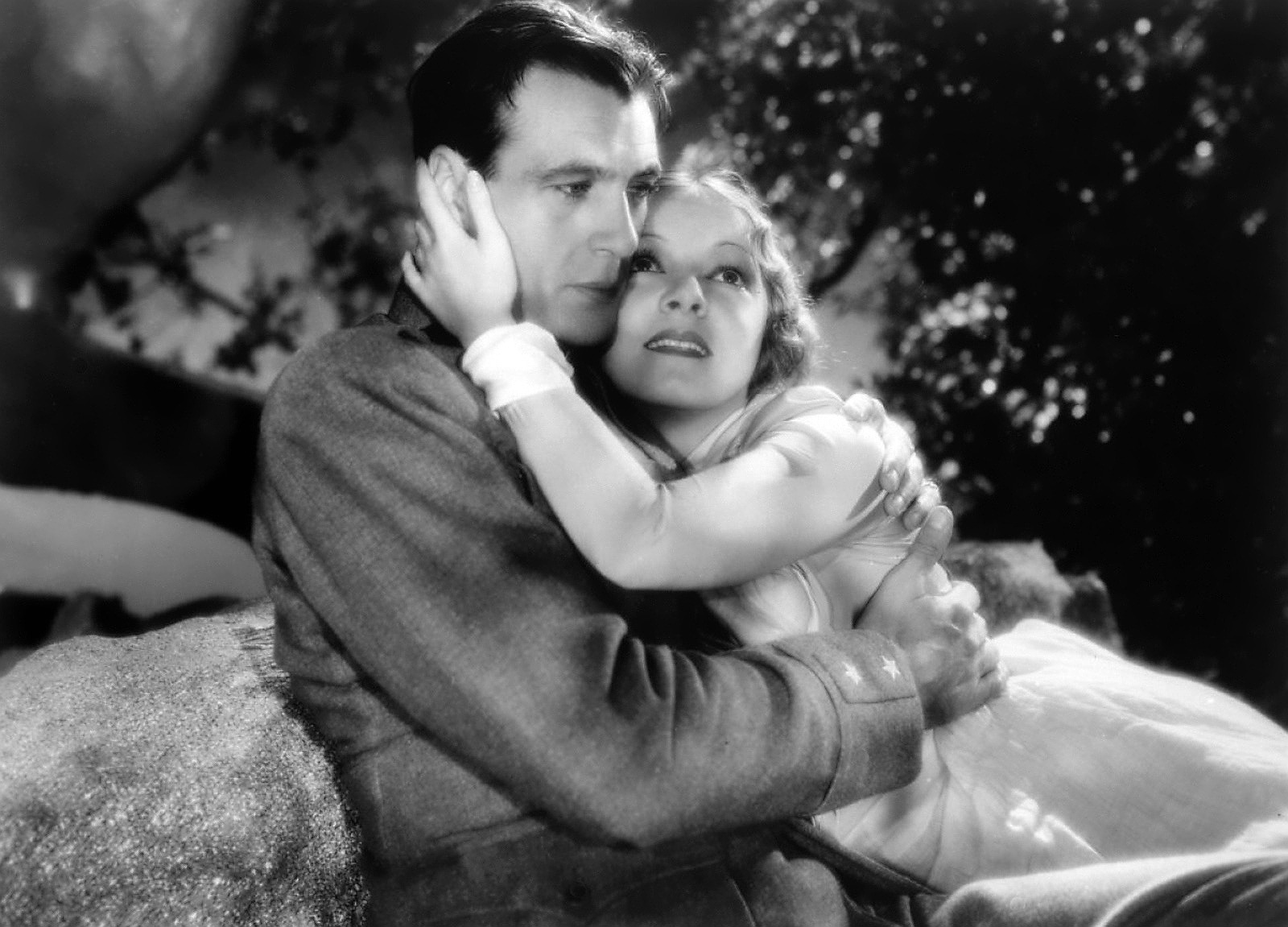
Cooper y Helen Hayes en Adiós a las armas, 1932

En 1932, después de finalizar el rodaje de Devil and the Deep con Tallulah Bankhead para cumplir su antiguo contrato, protagonizó Adiós a las armas (A Farewell to Arms), la primera adaptación cinematográfica de una novela de Ernest Hemingway. Coprotagonizada por Helen Hayes (una destacada estrella del teatro neoyorquino y ganadora del premio Óscar) y Adolphe Menjou, la película supuso uno de sus papeles dramáticos más ambiciosos y desafiantes, interpretando a un conductor de ambulancias estadounidense herido en Italia que se enamora de una enfermera inglesa durante la Primera Guerra Mundial; los críticos elogiaron su intensa y emotiva actuación y la película se convirtió en una de las de mayor éxito comercial del año. En 1933, tras su actuación en Today We Live junto a Joan Crawford y One Sunday Afternoon con Fay Wray, protagoniza la comedia de Ernst Lubitsch Una mujer para dos (Design for Living), basada en la exitosa obra de teatro homónima de Noël Coward. El filme está coprotagonizado por Miriam Hopkins y Fredric March y fue un éxito de taquilla, situándose entre las diez películas con mayores ingresos de 1933; su actuación, interpretando a un artista estadounidense en Europa compitiendo con su amigo dramaturgo por los afectos de una mujer hermosa, fue destacada por su versatilidad y reveló su talento para la comedia ligera. En agosto de 1933, el actor cambió legalmente su nombre a «Gary Cooper».

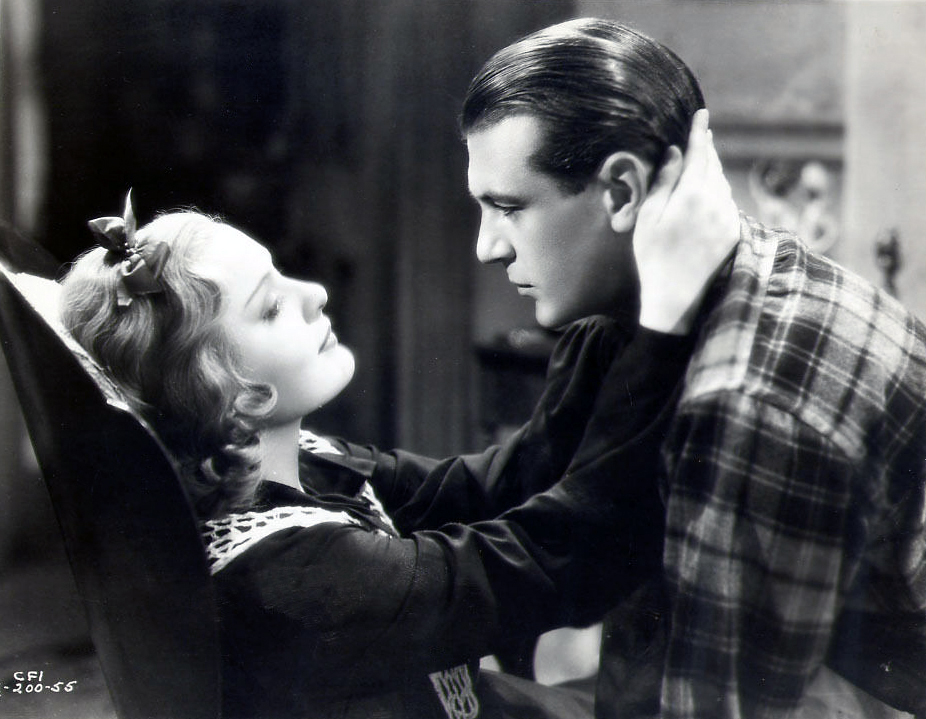
Junto a Anna Sten en The Wedding Night (1935)

En 1934 Cooper fue cedido a la Metro-Goldwyn-Mayer para el drama ambientado en la guerra de Secesión Operador 13 junto a Marion Davies, película que trataba sobre una bella espía de la Unión que se enamoró de un soldado confederado; A pesar de la imaginativa dirección de Richard Boleslawski y la espléndida fotografía de George J. Folsey, la película no tuvo mucho éxito de taquilla. De vuelta en la Paramount, Cooper actuó en la primera de las siete películas que realizó bajo la dirección de Henry Hathaway, Now and Forever, con Carole Lombard y Shirley Temple; interpreta a un ladrón de guante blanco que intenta vender a la hija que tuvo con su primera esposa a los parientes que la han criado, pero que finalmente es conquistado por el encanto y la simpatía de la niña. Impresionado por la inteligencia y el carisma de Temple, Cooper entabló una gran amistad con ella, tanto dentro como fuera de la pantalla. La película fue un gran éxito.
Al año siguiente la Paramount lo cedió a la Samuel Goldwyn Productions para participar en la película romántica de King Vidor The Wedding Night junto a Anna Sten, a quien por entonces pretendían presentar como «otra Garbo»; en esta película, en la que según el biógrafo Larry Swindeel la actuación de Cooper fue de gran alcance y profundidad, interpreta a un novelista alcohólico que se retira a la granja de su familia en Nueva Inglaterra donde conoce y se enamora de una hermosa vecina polaca. A pesar de recibir críticas por lo general favorables, la película no fue popular entre el público estadounidense, que quizás se sintió ofendido por la representación de una aventura extramatrimonial y por su trágico final. Ese mismo año actuó en dos películas de Henry Hathaway: el melodrama Peter Ibbetson con Ann Harding, sobre un hombre atrapado en un mundo ilusorio creado por su amor a una novia de la infancia, y la película de aventuras The Lives of a Bengal Lancer, donde interpretó a un osado oficial británico que defiende junto a sus hombres una fortaleza en Bengala contra las tribus locales rebeldes. Mientras que la primera solo tuvo cierto éxito en Europa, la segunda fue nominada a siete premios Óscar y se convirtió en una de las películas de aventuras más populares y de mayor éxito del actor. Hathaway mostró un gran respeto por su capacidad de actuación y lo calificó como «el mejor de todos los actores».

### Héroe popular estadounidense (1936-1943)

#### DeMr. DeedsaThe Real Glory(1936-1939)

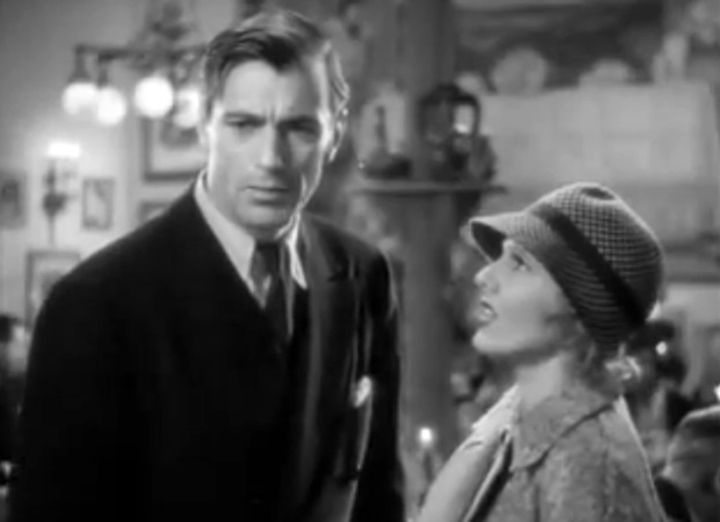
Junto a Jean Arthur en Mr. Deeds Goes to Town (1936)

En 1936 su carrera dio un giro importante. Tras protagonizar para la Paramout la comedia romántica de Frank Borzage Desire junto a Marlene Dietrich, en la que realizó una actuación considerada por algunos críticos contemporáneos como una de las más destacadas, Cooper volvió al «Poverty Row» por primera vez desde sus primeros días de cine mudo para realizar para la Columbia Pictures Mr. Deeds Goes to Town, de Frank Capra, coprotagonizada por Jean Arthur. En la película interpreta a Longfellow Deeds, un tranquilo e inocente escritor de tarjetas de felicitación que hereda una fortuna, deja atrás su idílica vida en una aldea (ficticia) de Vermont y viaja a Nueva York donde se enfrenta a un mundo de corrupción y engaño. Capra y el guionista Robert Riskin aprovecharon el ya consolidado papel de Cooper en la pantalla como el «héroe estadounidense por excelencia», símbolo de honestidad, coraje y bondad, para crear un nuevo tipo de «héroe popular» para el hombre corriente. Haciendo referencia al efecto de Cooper en el personaje y la película, Capra comentó:

As soon as I thought of Gary Cooper, it wasn't possible to conceive anyone else in the role. He could not have been any closer to my idea of Longfellow Deeds, and as soon as he could think in terms of Cooper, Bob Riskin found it easier to develop the Deeds character in terms of dialogue. So it just had to be Cooper. Every line in his face spelled honesty. Our Mr. Deeds had to symbolize uncorruptibility, and in my mind Gary Cooper was that symbol.
En cuanto pensé en Gary Cooper, no era posible concebir a nadie más para el papel. No podía estar más cerca de mi idea de Longfellow Deeds, y tan pronto como pudo pensar como Cooper, a Bob Riskin le resultó más fácil desarrollar los diálogos del personaje de Deeds. Solo tenía que ser Cooper. Cada expresión de su cara deletreaba honestidad. Nuestro Mr. Deeds tenía que simbolizar la incorruptibilidad, y en mi mente Gary Cooper era ese símbolo.

Tanto Desire como Mr. Deeds se estrenaron en abril de 1936 con elogios por parte de la crítica y fueron grandes éxitos de taquilla. En su reseña en The New York Times, el guionista y crítico de cine Frank Nugent escribió que Cooper estaba «demostrando ser uno de los mejores comediantes de Hollywood». Por su actuación en Mr. Deeds, Cooper recibió su primera nominación al premio Óscar como mejor actor.

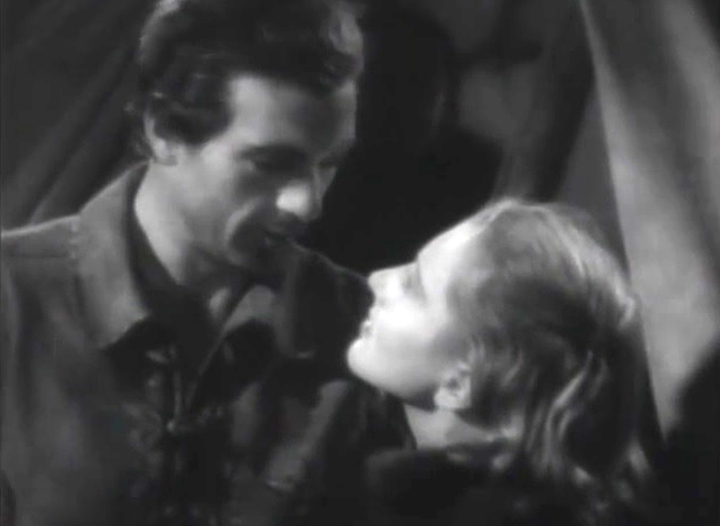
Con Jean Arthur en The Plainsman (1936)

Protagonizó otras dos películas para la Paramount en 1936. En la película de aventuras de Lewis Milestone The General Died at Dawn con Madeleine Carroll, interpreta a un soldado de fortuna estadounidense en China que ayuda a los campesinos a defenderse de la opresión de un cruel señor de la guerra; con guion del dramaturgo Clifford Odets, la película fue un éxito tanto comercial como de crítica. En la epopeya de Cecil B. DeMille The Plainsman (la primera de sus cuatro películas con este director), representa a Wild Bill Hickok en una versión con un alto grado de ficción de la apertura de la frontera del Viejo Oeste; la película fue un éxito de taquilla aún mayor que su predecesora, debido en gran parte a la gran interpretación de Jean Arthur de Calamity Jane y a la inspirada representación de Cooper de Hickock como una enigmática figura de «creciente esencia mítica». Ese año Cooper figuró por primera vez en la lista de las diez personalidades de la gran pantalla que publicaba anualmente la revista especializada en el mundo del cine Motion Picture Herald, donde se mantendría durante los siguientes veintitrés años.
A finales de 1936 la Paramount preparaba un nuevo contrato para Cooper que elevaría su salario a 8000 dólares semanales cuando el actor firmó un acuerdo con Samuel Goldwyn para la realización de seis películas en seis años con un mínimo garantizado de 150 000 dólares por película. Paramount presentó una demanda contra Goldwyn y Cooper y el tribunal dictaminó que el nuevo contrato de Cooper con Goldwyn permitía al actor tener tiempo suficiente para cumplir su acuerdo con la Paramount. Cooper continuó haciendo películas con ambos estudios y para 1939 el Departamento del Tesoro de los Estados Unidos informó que el actor era el mayor asalariado del país, con 482 819 dólares (unos 10.58 millones actuales).
En contraste con su producción del año anterior, en 1937 solo protagonizó una película, el filme de aventuras Souls at Sea, de Henry Hathaway, que fue un fracaso de crítica y público; Cooper se refirió a ella como su «casi película», diciendo: «Fue casi emocionante, y casi interesante. Y yo fui casi bueno». En 1938 protagonizó la película biográfica de Archie Mayo The Adventures of Marco Polo; plagada de problemas de producción y con un pobre guion, la película se convirtió en el mayor fracaso de Goldwyn hasta la fecha, con unas pérdidas de 700 000 dólares. Durante este período rechazó varios papeles importantes, como el de Rhett Butler en Lo que el viento se llevó, película para la que el actor, al que hizo varias propuestas, fuera la primera opción del productor David O. Selznick para el papel, pero Cooper tenía dudas sobre el proyecto y no se consideró adecuado para representar este personaje. Cooper admitió más tarde: «Fue uno de los mejores papeles que se han ofrecido en Hollywood... Pero dije que no. No me veía tan apuesto, y más tarde, cuando vi a Clark Gable interpretar el papel a la perfección, supe que tenía razón».

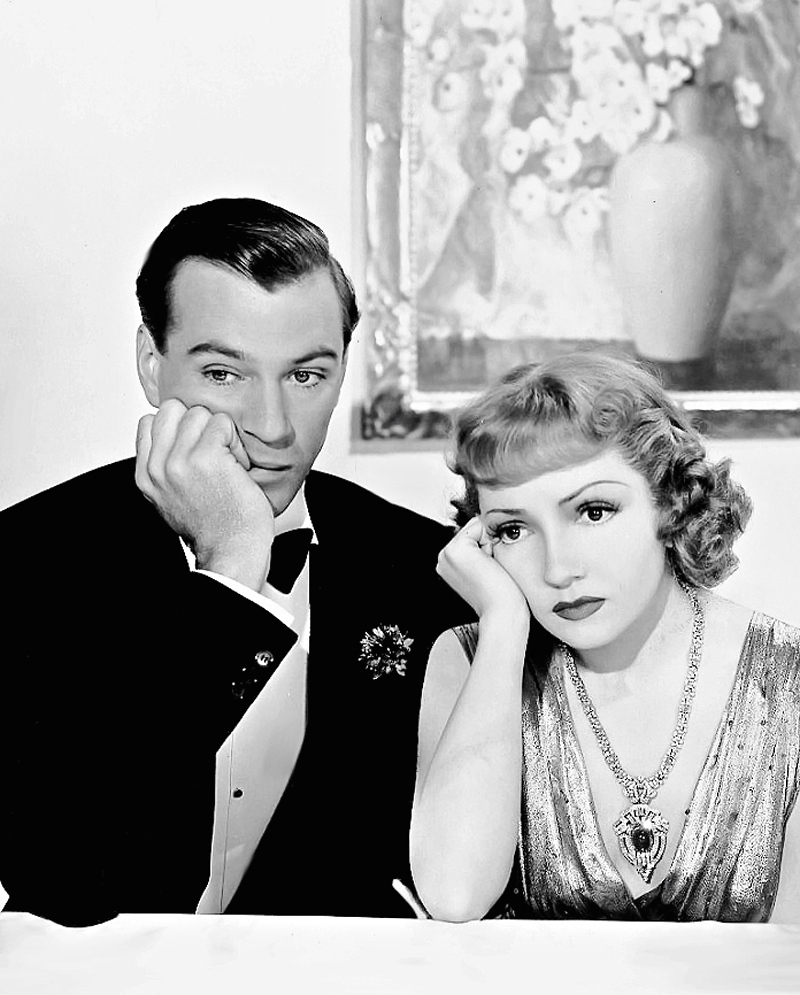
Cooper y Claudette Colbert en Bluebeard's Eighth Wife (1938)

En 1938, ya de vuelta en la Paramount, Cooper regresa a un género más agradecido en la comedia romántica de Ernst Lubitsch Bluebeard's Eighth Wife, junto a Claudette Colbert. En esta ocasión interpreta a un rico hombre de negocios estadounidense en Francia que se enamora de la hija de un aristócrata empobrecido y la convence de que se convierta en su octava esposa; A pesar del inteligente guion de Charles Brackett y Billy Wilder, así como de las sólidas actuaciones de Cooper y Colbert, el público estadounidense tuvo problemas para aceptar al actor en el papel de un mujeriego superficial y solo tuvo éxito de taquilla en el mercado europeo. Ese otoño protagoniza junto a Merle Oberon otra comedia romántica, The Cowboy and the Lady, de H. C. Potter, en el papel de un rudo vaquero de rodeo pero con buenos sentimientos que se enamora de la adinerada hija de un juez que aspira a la presidencia, creyendo que es la doncella pobre y trabajadora de una gran dama. La labor de tres directores y varios guionistas de renombre no pudo salvar lo que podría haber sido un buen papel para Cooper; aunque de más éxito que su predecesora, la película fue el cuarto fracaso consecutivo del actor en el mercado estadounidense.
En los dos años siguientes fue más selectivo con los papeles que aceptó y protagonizó cuatro exitosas películas de aventuras y del Oeste de gran envergadura. En el filme de aventuras de William A. Wellman Beau Geste (1939) interpretó a uno de los tres audaces hermanos ingleses que se unen a la Legión Extranjera Francesa en el Sáhara para luchar contra las tribus locales; filmada en los mismos escenarios del desierto de Mojave que la versión original de 1926 protagonizada por Ronald Colman, la película le proporcionó magníficos decorados, escenarios exóticos, acción trepidante y un papel adaptado a su personalidad y a su imagen en la pantalla. Beau Geste fue la última película del contrato de Cooper con la Paramount. En The Real Glory (1939), dirigida por Henry Hathaway, interpreta a un médico militar que acompaña a un pequeño grupo de oficiales del ejército estadounidense a Filipinas para ayudar a los filipinos cristianos a defenderse de los radicales musulmanes; la crítica elogió la actuación de Cooper, entre ellos el reconocido escritor, guionista y crítico de cine británico Graham Greene, quien afirmó que «nunca había actuado mejor».

#### DeThe WesterneraPor quién doblan las campanas(1940-1943)

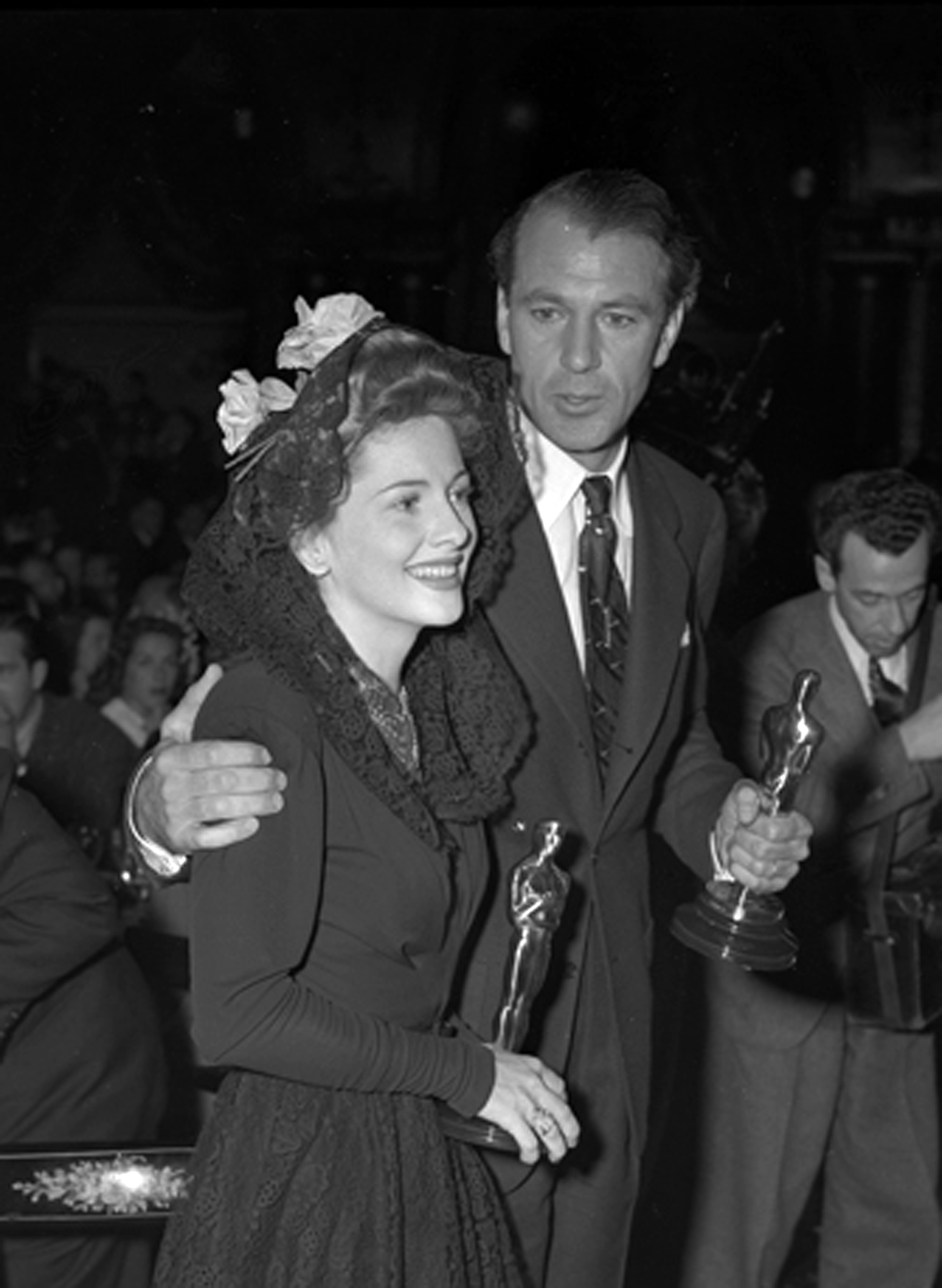
Joan Fontaine y Cooper con sus galardones en la 14.ª ceremonia de los Premios Óscar

En 1940 volvió al género del Oeste en The Westerner, de William Wyler, con Walter Brennan y Doris Davenport, interpretando a un vaquero sin rumbo que defiende a los campesinos contra Roy Bean, un juez corrupto que se autoproclamaba «la ley al oeste del Pecos». El guionista Niven Busch contó con el conocimiento del actor sobre la historia del Viejo Oeste mientras trabajaba en el guion; la película recibió buenas críticas, destacando las actuaciones de los dos actores protagonistas, y tuvo una buena acogida en la taquilla. Ese mismo año protagonizó su primer largometraje filmado en su totalidad en Technicolor,
 la película de aventuras de Cecil B. DeMille North West Mounted Police, en la que interpreta a un Ranger de Texas que persigue a un forajido en el oeste de Canadá donde se une a la Policía Montada del Canadá que va tras el mismo hombre, un líder de la Rebelión del Noroeste; aunque no tan popular entre la crítica como su predecesora, la película fue otro éxito de taquilla.

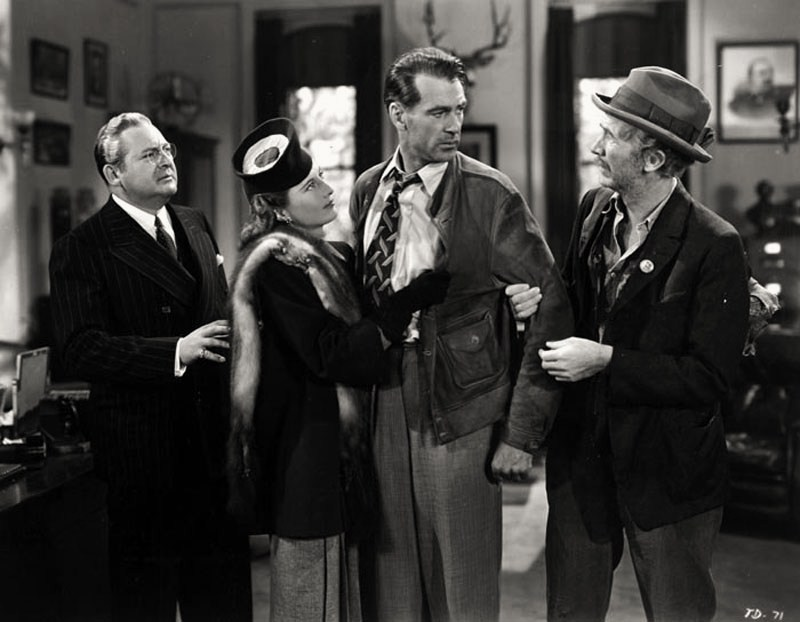
Edward Arnold, Barbara Stanwyck, Cooper y Walter Brennan en Meet John Doe (1941)

Los primeros años de la década de 1940 fueron sus mejores años como actor. En un período relativamente corto, protagonizó cinco películas de éxito tanto de crítica como de público, con algunas de sus mejores interpretaciones. Cuando su amigo Frank Capra le ofreció el papel protagonista de Meet John Doe, Cooper aceptó incluso antes de que Robert Riskin elaborara el guion. En esta película Cooper interpreta a Long John Willoughby, un vagabundo antiguo lanzador de las ligas menores contratado por un periódico para fingir ser un hombre que promete suicidarse en Nochebuena para protestar contra toda la hipocresía y la corrupción del país. Considerada por algunos críticos como la mejor película de Capra de la época, Meet John Doe fue considerada como un «acontecimiento nacional», que llevó al actor a aparecer en la portada de la revista Time el 3 de marzo de 1941; en su reseña en el New York Herald Tribune, Howard Barnes calificó la actuación de Cooper como «espléndida y totalmente convincente» elogiando su «actuación absolutamente realista, realizada con gran autoridad», y Bosley Crowther en The New York Times escribió «Gary Cooper, por supuesto, es 'John Doe' que en la vida y en general es tímido, desconcertado, poco agresivo, pero un verdadero tigre cuando se despierta.»
Ese mismo año protagonizó dos películas con el director y buen amigo Howard Hawks. En el largometraje biográfico Sergeant York, interpreta al héroe de guerra Alvin York, uno de los soldados estadounidenses más condecorados de la Primera Guerra Mundial; el filme relata los primeros tiempos de York en Tennessee, su conversión religiosa y su posterior devoción, su postura como objetor de conciencia y, finalmente, sus acciones heroicas en la Ofensiva de Meuse-Argonne, que le valieron la Medalla de Honor. Inicialmente el actor se sintió algo nervioso e inseguro para desempeñar el papel de un héroe vivo, por lo que viajó a Tennessee para visitar a York en su casa, donde ambos hombres sosegados establecieron una relación inmediata y descubrieron que tenían mucho en común. Cooper realizó una actuación que Howard Barnes del New York Herald Tribune calificó como «de extraordinaria convicción y versatilidad» y Archer Winston del New York Post como «una de sus mejores». Tras el estreno de la película el actor recibió la Medalla de Ciudadanía Distinguida de los Veteranos de Guerras Extranjeras por su «poderosa contribución al fomento del patriotismo y la lealtad». York alabó la actuación de Cooper y colaboró en la promoción de la película para la Warner Bros. Sergeant York se convirtió en la película más taquillera del año y fue nominada a once premios Óscar; Cooper ganó el Óscar al mejor actor y cuando su amigo James Stewart le hizo entrega del premio, Cooper dijo: «Fue el sargento Alvin York quien ganó este premio. Caramba, llevo dieciséis años en el negocio y en ocasiones soñé que podría conseguir uno de estos. Es todo lo que puedo decir... Es curioso que cuando soñaba siempre hacía un mejor discurso».

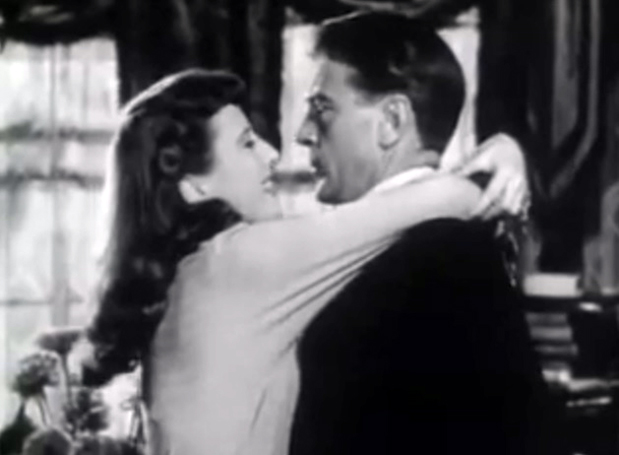
Con Barbara Stanwyck en Ball of Fire (1941)

Concluyó el año regresando a Goldwyn para participar en la comedia romántica de Howard Hawks Ball of Fire, coprotagonizada por Barbara Stanwyck, en la que el actor interpreta a un tímido profesor de lingüística que dirige un equipo de siete eruditos estrafalarios y solteros que están escribiendo una enciclopedia y que, mientras estudia el slang, el profesor conoce a la coqueta  bailarina de cabaret Sugarpuss O'Shea, que le hace replantearse su vida rodeado de libros y de espaldas al mundo. El guion de Charles Brackett y Billy Wilder le dio a Cooper la oportunidad de ejercitar toda la gama de sus habilidades en la comedia ligera; en su reseña para el New York Herald Tribune Howard Barnes escribió que el actor desempeñó el papel con «gran habilidad y énfasis cómico» y que su actuación fue «absolutamente encantadora». Aunque de pequeña escala, Ball of Fire fue una de las películas más taquilleras del año y la cuarta consecutiva de Cooper en el top 20.
Su única película de 1942, el filme biográfico dirigido por Sam Wood The Pride of the Yankees, también fue la última bajo su contrato con Goldwyn. Cooper encarnó a la estrella del béisbol Lou Gehrig, que estableció un récord con los New York Yankees al jugar 2130 partidos consecutivos, un papel al que el actor se mostró reacio por el reto de interpretar al siete veces All-Star de las Grandes Ligas de Béisbol que solo un año antes había muerto de esclerosis lateral amiotrófica, además de los desafíos de mostrar adecuadamente a una figura tan popular y reconocida a nivel nacional, que Cooper sabía muy poco sobre béisbol, o que no era zurdo como Gehrig, pero tras una visita de la viuda del jugador al actor en la que le expresó su deseo de que representara a su marido, Cooper aceptó el papel, que abarcó un periodo de veinte años de la vida de Gehrig: su temprano amor por el béisbol, su ascenso a la fama, su amoroso matrimonio y su lucha contra la enfermedad, que culminó con su discurso de despedida en el Yankee Stadium el 4 de julio de 1939 ante 62 000 aficionados; Cooper tuvo que aprender a ejecutar los gestos, movimientos y golpes de un jugador de béisbol y consiguió adquirir un bateo fluido y creíble (el problema de la mano dominante se resolvió invirtiendo la grabación de algunas escenas de bateo). La película estuvo situada entre las diez mejores del año y recibió once nominaciones a los Óscar, incluidas la de mejor película y mejor actor (la tercera nominación de Cooper).

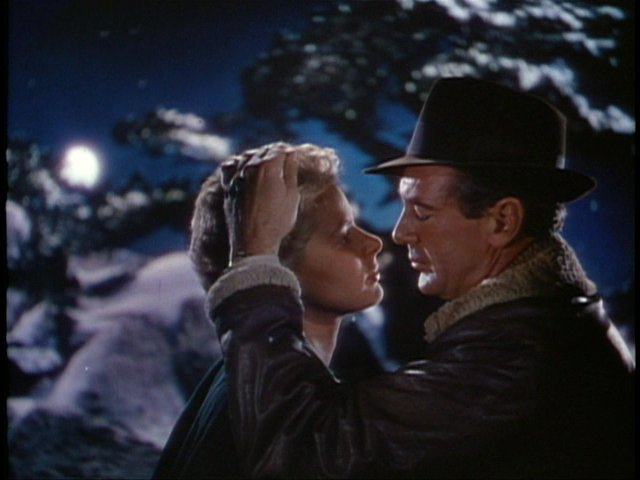
Con Ingrid Bergman en Por quién doblan las campanas (For Whom the Bell Tolls, 1943)

Poco después de la publicación de la novela de Ernest Hemingway Por quién doblan las campanas, la Paramount pagó 150 000 dólares por los derechos para realizar la película con la intención expresa de que Cooper interpretara el papel de Robert Jordan, un experto en explosivos estadounidense que lucha junto al bando republicano durante la guerra civil española. El director previsto inicialmente, Cecil B. DeMille, fue reemplazado por Sam Wood, quien recurrió a Dudley Nichols para el guion. Tras el comienzo del rodaje en Sierra Nevada a finales de 1942, Ingrid Bergman reemplazó a la actriz y bailarina Vera Zorina como protagonista femenina (un cambio respaldado por Cooper y Hemingway). Las escenas de amor entre Bergman y Cooper fueron «arrebatadoras» y apasionadas; Howard Barnes en el New York Herald Tribune escribió que ambos actores interpretaron el papel con «la auténtica talla y autoridad de unas estrellas». Aunque la película desvirtuaba los temas políticos y el sentido original de la novela, Por quién doblan las campanas (For Whom the Bell Tolls, 1943) fue un éxito de crítica y comercial y recibió diez nominaciones a los Óscar, incluidas la de mejor película y mejor actor (la cuarta nominación de Cooper).

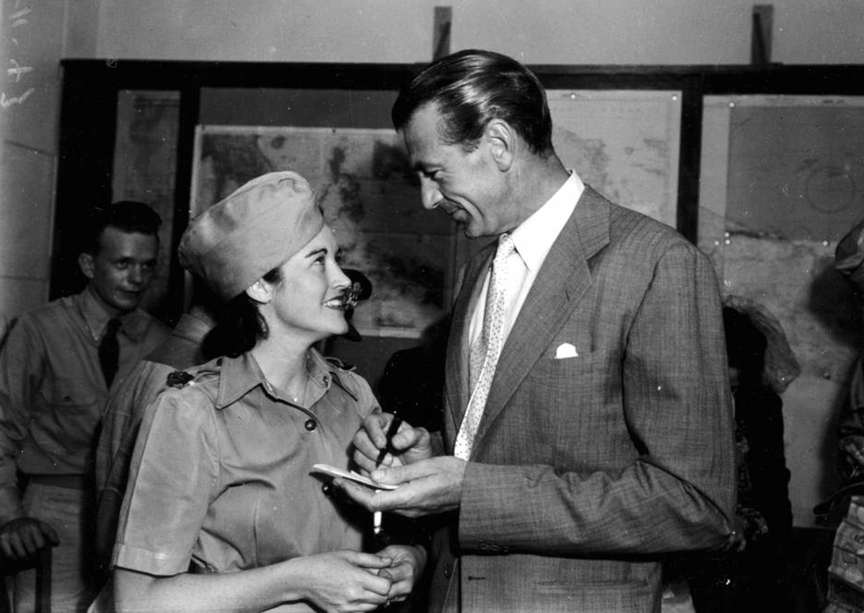
Cooper firmando un autógrafo a una militar en Brisbane durante su gira por el frente del sudoeste del Pacífico (noviembre de 1943)

Debido a su edad y salud, el actor no sirvió en el ejército durante la Segunda Guerra Mundial, pero, como muchos de sus colegas, participó en el esfuerzo bélico entreteniendo a las tropas. En junio de 1943 visitó hospitales del ejército en San Diego y a menudo se presentó en la Hollywood Canteen sirviendo comida a los militares. A finales de 1943 emprendió una gira de 37 000 km por el frente del sudoeste del Pacífico con las actrices Una Merkel y Phyllis Brooks, y el acordeonista Andy Arcari. Viajando en un bombardero B-24A Liberator, la gira recorrió Islas Cook, Fiyi, Nueva Caledonia, Queensland, Brisbane —donde el general Douglas MacArthur le dijo a Cooper que estaba viendo Sergeant York en un teatro de Manila cuando empezaron a caer bombas japonesas—, Nueva Guinea, Jayapura e Islas Salomón. El grupo a menudo compartía las mismas condiciones de vida y «K-ration» (ración de combate para el consumo de los soldados en el campo de batalla) que las tropas. Cooper se reunía con los hombres y mujeres de servicio, visitó hospitales militares, presentaba a sus atractivas colegas y participaba en representaciones ocasionales; los espectáculos concluían con la conmovedora representación de Cooper del discurso de despedida de Lou Gehrig. Cuando regresó a los Estados Unidos, visitó hospitales militares en todo el país. El actor posteriormente se refirió a su estancia con las tropas como la «mayor experiencia emocional» de su vida.

### Papeles en la madurez (1944-1952)

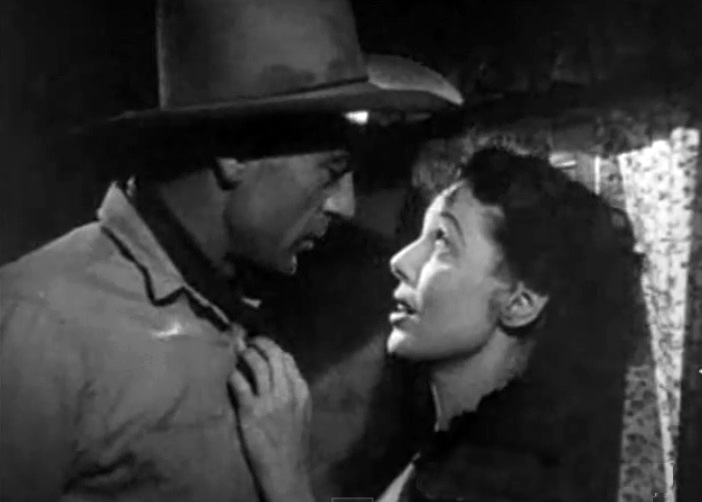
Con Loretta Young en Along Came Jones (1945)

En 1944 protagonizó la película de aventuras de Cecil B. DeMille (su tercera película con este director) The Story of Dr. Wassell junto a Laraine Day, en la que interpreta al doctor y misionero estadounidense Corydon M. Wassell, que dirige a un grupo de marineros heridos a través de las junglas de Java para ponerse a salvo; a pesar de recibir malas críticas, la película fue una de las más taquilleras del año.
Con sus contratos con Goldwyn y Paramount ya finalizados, Cooper decidió independizarse y formó su propia compañía de producción, International Pictures, con Leo Spitz, William Goetz y Nunnally Johnson. La primera producción del recién nacido estudio fue la comedia romántica de Sam Wood Casanova Brown, coprotagonizada por Teresa Wright, que trata sobre un hombre que se entera de que su exesposa, de la que acaba de separarse, ha tenido un hijo suyo, justo cuando está a punto de casarse con otra mujer. Esta película también tuvo una mala acogida de la crítica, como la del New York Daily News que la calificó de «deliciosa tontería», o la de Bosley Crowther en The New York Times que criticó la «bastante obvia y ridícula payasada» de Cooper; la película apenas fue rentable.
En 1945 protagonizó y produjo para International la comedia del Oeste de Stuart Heisler Along Came Jones, con Loretta Young. En esta desenfadada parodia de su imagen de héroe, interpreta al cómico e inepto vaquero Melody Jones, que es confundido con un despiadado asesino; la audiencia apreció el personaje de Cooper y la película fue una de las más taquilleras del año, lo que parecía confirmar que el actor todavía era un personaje atractivo para el público. También fue el mayor éxito financiero de International durante su breve historia antes de ser vendida a Universal Pictures en 1946.

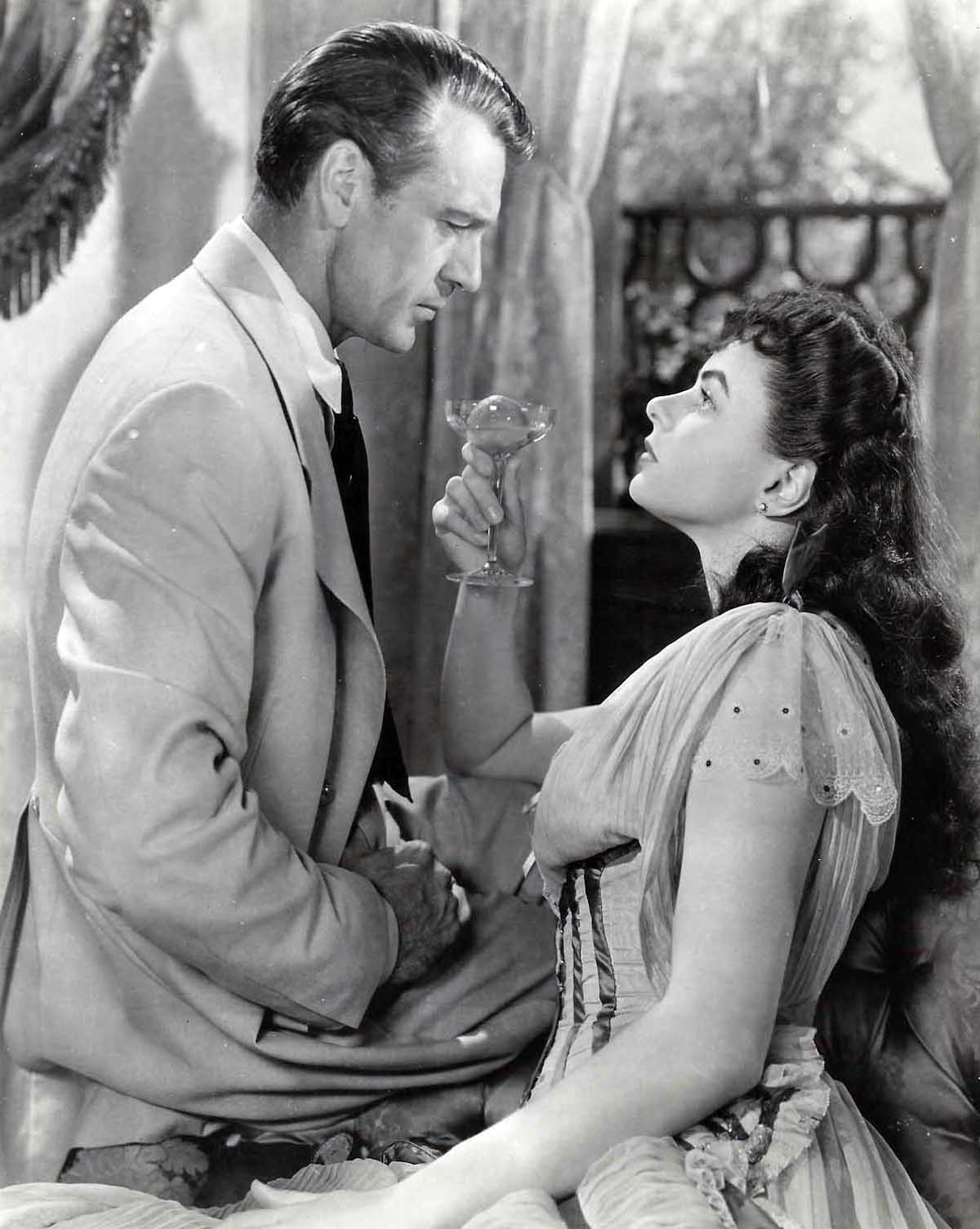
Cooper e Ingrid Bergman en Saratoga Trunk (1945)

Su carrera durante los años de la posguerra tomó un nuevo rumbo a medida que la sociedad estadounidense cambiaba. Aunque todavía interpretaba papeles heroicos convencionales, sus películas ahora se basaban menos en su personalidad de héroe en la pantalla y más en historias originales y escenarios exóticos. En noviembre de 1945 protagoniza el drama ambientado en el siglo XIX Saratoga Trunk de Sam Wood con Ingrid Bergman, interpretando a un vaquero de Texas y su relación con una bella cazafortunas; rodada a principios de 1943, el estreno de la película se retrasó dos años debido al aumento de la demanda de películas bélicas. A pesar de las malas críticas, el filme tuvo éxito entre el público, convirtiéndose en una de las películas más taquilleras del año para la Warner Bros. Su única película en 1946 fue el thriller romántico de Fritz Lang Cloak and Dagger, sobre un respetable profesor de física reclutado por la OSS durante los últimos años de la Segunda Guerra Mundial para investigar el programa alemán de bombas atómicas; en su interpretación de un papel vagamente basado en el físico Robert Oppenheimer, Cooper se sintió incómodo con el papel e incapaz de transmitir el «alma» del personaje y la película recibió malas críticas y fue un fracaso en taquilla.
En 1947 protagonizó el largometraje épico de aventuras de Cecil B. DeMille Los inconquistables (Unconquered), junto a Paulette Goddard, sobre un miliciano de Virginia que defiende a los colonos contra un traficante de armas sin escrúpulos e indios hostiles en la frontera occidental durante el siglo XVIII; la película recibió críticas variadas, aunque el a menudo crítico de DeMille James Agee reconoció que la película mostraba «cierto sabor auténtico de la época». Fue la más lucrativa de las cuatro del actor bajo la dirección de DeMille, por la que recibió más de 300 000 dólares (4 093 592 actuales) entre salario y porcentaje de baneficios; también fue su último éxito de taquilla durante los siguientes cinco años.

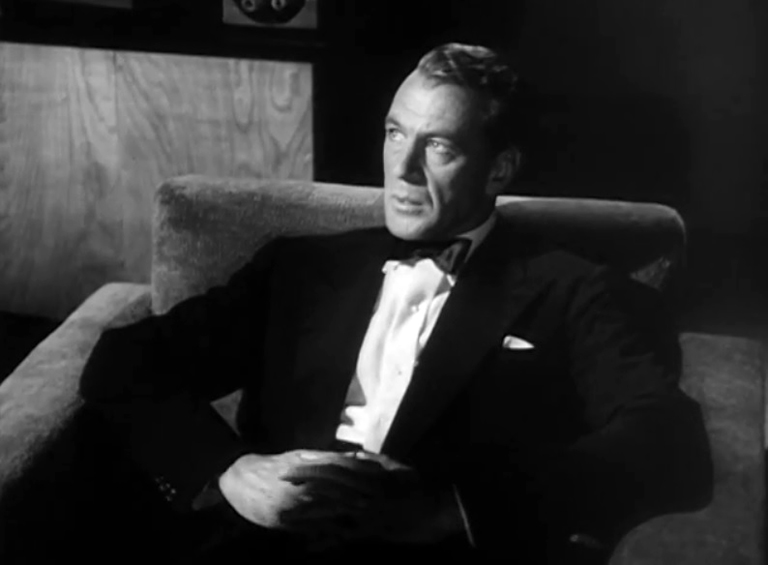
Cooper en The Fountainhead (1949)

En 1948, después del rodaje de la comedia romántica Good Sam, dirigida por Leo McCarey, Cooper vendió su compañía a Universal Pictures y firmó un contrato de larga duración con Warner Bros., que le ofreció la aprobación del guion y del director y una garantía de 295 000 dólares (equivalente a 3 741 025 dólares hoy en día) por película. Su primer largometraje bajo el nuevo contrato fue el drama de King Vidor The Fountainhead (1949) con Patricia Neal y Raymond Massey, en la que interpreta a un arquitecto vanguardista e intransigente que lucha por mantener su integridad e individualismo frente a las presiones sociales para ajustarse a lo convencional. Basada en la novela del mismo título de Ayn Rand, quien también escribió el guion, la película refleja su filosofía y ataca los conceptos del colectivismo y defiende las virtudes del individualismo. Para la mayoría de los críticos, la elección de Cooper para el papel de Howard Roark fue totalmente desacertada; en su reseña para The New York Times, Bosley Crowther concluyó que era «Mr. Deeds fuera de su elemento».
Volvió a encontrarse en su elemento en el drama bélico de Delmer Daves Task Force (1949), en el papel de un almirante retirado que recuerda su larga carrera como promotor de la aviador naval y de la importancia de los portaaviones; la actuación de Cooper y las imágenes en Technicolor proporcionadas por la Armada de los Estados Unidos hicieron de la película una de las más populares del actor durante este período. En los dos años siguientes protagonizó cuatro películas con escasa acogida: El drama de época de Michael Curtiz Bright Leaf (1950), el melodrama del Oeste de Stuart Heisler Dallas (1950), la comedia bélica de Henry Hathaway You're in the Navy Now (1951) y el wéstern de acción Tambores lejanos (Distant Drums, 1951) de Raoul Walsh.

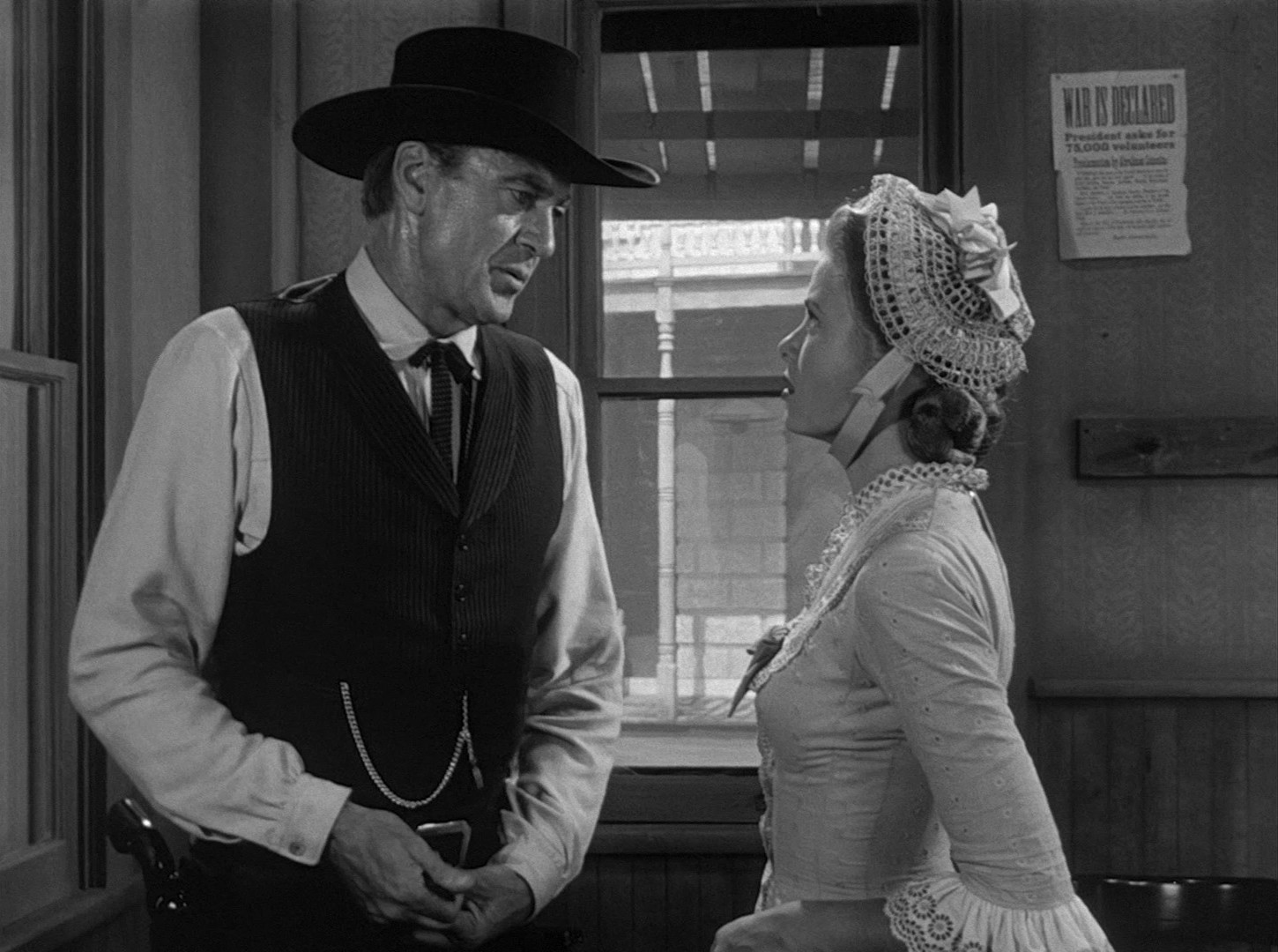
Junto a Grace Kelly en Solo ante el peligro (1952)

Su película más importante durante la posguerra fue el drama del Oeste de Fred Zinnemann Solo ante el peligro (High Noon, 1952) para la United Artists, con Grace Kelly como coprotagonista. Interpreta al sheriff Will Kane que acaba de retirarse y se prepara para dejar la ciudad en su luna de miel cuando se entera de que un forajido al que ayudó a encerrar y sus tres secuaces vuelven para buscar venganza; incapaz de conseguir el apoyo de la asustada gente del pueblo y abandonado por su joven novia, a pesar de todo Kane se queda para enfrentarse solo a los forajidos. Durante el rodaje el actor se encontraba indispuesto y con un dolor considerable causado por unas úlceras de estómago; su rostro afligido y sus molestias en algunas escenas «filmadas como dudosas», según el biógrafo Hector Arce, contribuyeron a hacer más efectiva su actuación. Considerado uno de los primeros wésterns «adultos» por su temática de coraje moral, Solo ante el peligro recibió críticas entusiastas por su calidad artística, llevando a la revista Time a situarla a la altura de La diligencia (Stagecoach, 1939) y El pistolero (The Gunfighter, 1950); Bosley Crowther, en The New York Times, escribió que Cooper estuvo «en lo más alto de sí mismo» y John McCarten, en The New Yorker, escribió que nunca fue más efectivo. La película ganó 3.75 millones de dólares en los Estados Unidos y 18 millones en todo el mundo. Siguiendo el ejemplo de su amigo James Stewart, aceptó un salario más bajo a cambio de un porcentaje de los ingresos y terminó ganando 600 000 dólares. La humilde interpretación de Cooper fue muy elogiada, y le valió su segundo Óscar al mejor actor.

### Últimas películas (1953-1961)
Después de su actuación en el drama de la guerra de Secesión de André de Toth, Springfield Rifle (1952) —una película habitual de la Warner Bros. que se vio eclipsada por el éxito de su predecesora—, Cooper protagonizó cuatro películas fuera de los Estados Unidos. En el drama de Mark Robson Return to Paradise (1953), interpreta a un aventurero estadounidense que libera a los habitantes de una isla de la Polinesia del dominio un estricto pastor puritano; el actor soportó las espartanas condiciones de vida, las largas jornadas y su mala salud durante el rodaje de tres meses en la isla de Upolu en Samoa Occidental. A pesar de su hermosa fotografía, la película recibió malas críticas.
Sus tres siguientes largometrajes se rodaron en México. En la película de acción y aventuras de Hugo Fregonese Blowing Wild (1953) , junto a Barbara Stanwyck, interpreta a un perforador de pozos petrolíferos en México que regresa a la empresa de su antiguo jefe, Ward 'Paco' Conway (Anthony Quinn), que ahora se ha convertido en un hombre rico gracias al petróleo y se encuentra con su seductora y poco escrupulosa esposa, con la que una vez tuvo una aventura. En 1954 protagoniza el drama del Oeste Garden of Evil, de Henry Hathaway, con Susan Hayward como protagonista, sobre tres soldados de fortuna en México contratados por una mujer para rescatar a su marido. Ese mismo año protagonizó el wéstern de aventuras de Robert Aldrich Vera Cruz, junto a Burt Lancaster, en la que interpreta a un aventurero estadounidense contratado por el emperador Maximiliano I para escoltar a una condesa a Veracruz durante la rebelión mexicana de 1866. Todas estas películas recibieron malas críticas, pero tuvieron buenos resultados en taquilla. Por su trabajo en Vera Cruz, Cooper ganó 1,4 millones de dólares entre salario y porcentaje de la recaudación.

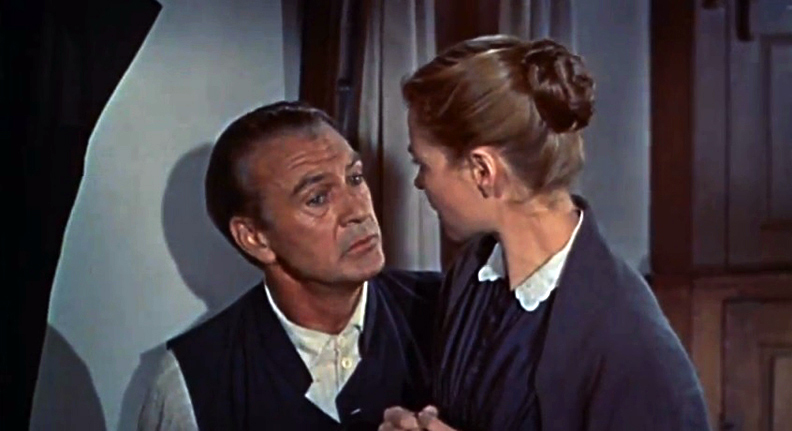
Junto a Dorothy McGuire en Friendly Persuasion (1956)

En este período se enfrentó a diversos problemas de salud. Además de su tratamiento crónico para las úlceras, sufrió una grave lesión en el hombro durante el rodaje de Blowing Wild cuando recibió el impacto de unos fragmentos de metal de un pozo petrolífero dinamitado. Durante la filmación de Vera Cruz se lesionó de nuevo la cadera al caer de un caballo y se quemó cuando Lancaster disparó su rifle demasiado cerca y la vaina del proyectil de fogueo perforó su ropa.
En el drama bélico biográfico de 1955 dirigido por Otto Preminger The Court-Martial of Billy Mitchell desempeñó el papel del general William Mitchell, quien durante la Primera Guerra Mundial trató de convencer a los funcionarios del gobierno de la importancia del poder aéreo y que fue sometido a un consejo de guerra tras culpar al Departamento de Guerra de una serie de desastres aéreos. Para algunos críticos Cooper estuvo desacertado, al considerar que su sosa y rígida interpretación no reflejaba la personalidad dinámica y cáustica de Mitchell. En 1956 fue más efectivo interpretando a un apacible cuáquero de Indiana en el drama de William Wyler ambientado en la guerra de Secesión Friendly Persuasion, junto a Dorothy McGuire. Al igual que en Sergeant York y Solo ante el peligro, esta película aborda el conflicto entre el pacifismo religioso y el deber cívico. Por su actuación Cooper recibió su segunda nominación a los Globos de Oro como mejor actor de cine y la película fue nominada a seis premios Óscar, recibió la Palma de Oro en el Festival Internacional de Cine de Cannes de 1957 y recaudó ocho millones de dólares en todo el mundo.

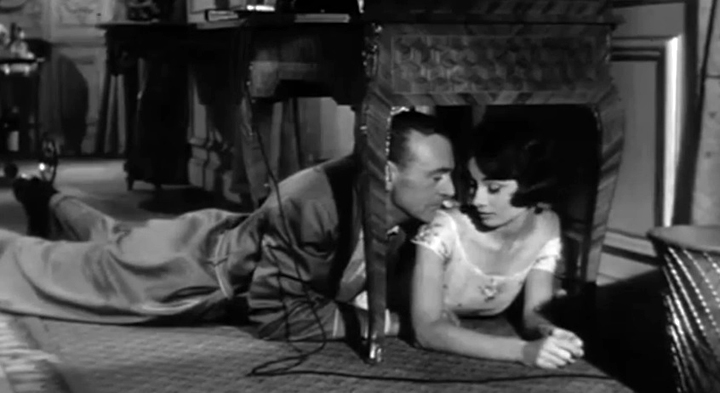
Con Audrey Hepburn en Love in the Afternoon (1957)

Ese mismo año viajó a Francia para rodar la comedia romántica de Billy Wilder Love in the Afternoon (1957), con Audrey Hepburn y Maurice Chevalier, en la que interpreta a un playboy estadounidense de mediana edad en París que persigue y finalmente se enamora de una mujer mucho más joven; a pesar de recibir algunas críticas positivas, como la de Bosley Crowther, que elogió las «encantadoras actuaciones» de la película, la mayoría de la crítita consideró que Cooper era demasiado viejo para el papel. Aunque el público echó de menos la imagen heroica del actor en la pantalla, empañada por su interpretación de un viejo roué tratando de seducir a una joven inocente, la película fue un éxito de taquilla. En 1957 protagonizó el drama romántico de Philip Dunne Ten North Frederick; en la película, basada en la novela homónima de John O'Hara, interpreta a un abogado cuya vida se ve arruinada por un político traicionero y por su propia aventura secreta con la joven compañera de habitación de su hija. Aunque Cooper aportó «convicción y angustia controlada» a su actuación, según el biógrafo Jeffrey Meyers, no fue suficiente para salvar lo que Bosley Crowther describió en The New York Times como una «película desafortunada».

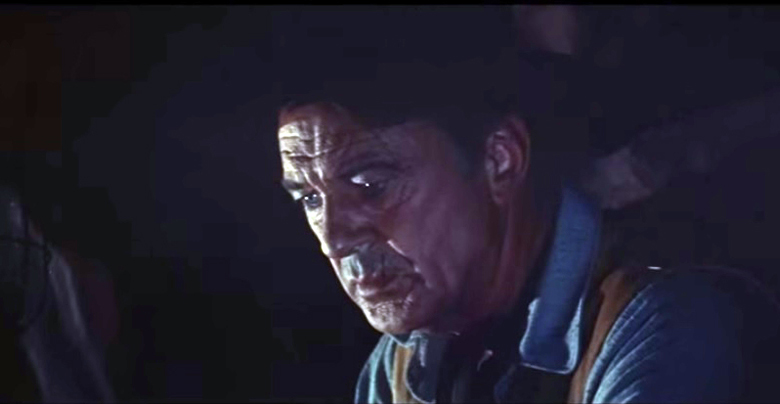
Cooper en una escena de Man of the West (1958)

A pesar de sus continuos problemas de salud y de varias operaciones de úlceras y hernias el actor siguió actuando en películas de acción. En 1958 protagonizó el wéstern dramático de Anthony Mann, El hombre del oeste (Man of the West), coprotagonizado por Julie London y Lee J. Cobb, sobre un forajido y pistolero reformado que se ve obligado a enfrentarse a su violento pasado cuando el tren en el que viaja es asaltado por miembros de su antigua banda. La película ha sido catalogada como el «wéstern más patológico» de Cooper, con su temática de furia impotente, humillación sexual y sadismo; según el biógrafo Jeffrey Meyers el actor, que luchaba con conflictos morales en su vida personal, «comprendió la angustia de un personaje que se esfuerza por mantener su integridad ... [y] aportó un sentimiento auténtico al papel de un hombre puesto a prueba y atormentado, pero esencialmente honesto». Ignorada en su mayor parte por la crítica de la época, la película goza hoy en día de una buena reputación entre los estudiosos del cine y se considera la última gran película de Cooper.
Una vez finalizado su contrato con Warner Bros., Cooper formó su propia compañía de producción, Baroda Productions, con la que realizó en 1959 tres películas inusuales sobre la redención. En el wéstern de Delmer Daves The Hanging Tree interpreta a un médico que llega a un poblado minero y tiene que atender a una muchacha que víctima del ataque de unos bandidos ha perdido la vista y acaba enamorándose de él, pero el médico la rechaza debido a un oscuro pasado que trata de ocultar; realizó una interpretación «poderosa y persuasiva» de un hombre marcado emocionalmente cuya necesidad de dominar a los demás se transforma gracias al amor y al sacrificio de una mujer. En la película de aventuras de Robert Rossen They Came to Cordura con Rita Hayworth, interpretó a un oficial del ejército que es declarado culpable de cobardía y se le asigna la degradante tarea de recomendar soldados para la Medalla de Honor durante la expedición punitiva contra Francisco Villa de 1916; aunque el actor recibió en general buenas críticas, Variety y Films in Review consideraron que era demasiado mayor para el papel. En el drama de acción de Michael Anderson The Wreck of the Mary Deare, junto a Charlton Heston, interpreta a un oficial de la marina mercante caído en desgracia que decide quedarse a bordo de un carguero a la deriva para probar que los dueños pretenden hudir el barco deliberadamente y para redimir su buen nombre. Al igual que sus dos predecesoras, la película fue físicamente exigente; Cooper, que era un buceador experimentado, hizo la mayoría de sus propias escenas bajo el agua. Jeffrey Meyers señaló que en los tres papeles Cooper transmitió eficazmente el sentimiento de honor perdido y el deseo de redención, lo que Joseph Conrad describió en su novela Lord Jim como «la lucha de un individuo que trata de salvar del fuego su idea de lo que debería ser su identidad moral».

## Vida personal

### Matrimonio y familia

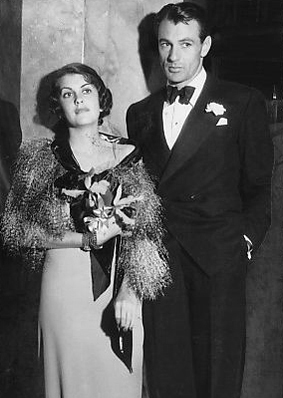
Cooper con su esposa, Veronica Balfe, en noviembre de 1933

Le presentaron formalmente a su futura esposa, la joven débutante neoyorquina de veinte años Veronica Balfe, el domingo de Pascua de 1933 en una fiesta ofrecida por su tío, el director artístico Cedric Gibbons. Conocida como «Rocky» por sus familiares y amigos, creció en Park Avenue y asistió a finishing schools (escuelas de etiqueta). Su padrastro era el magnate de Wall Street Paul Shields. Cooper y Rocky se casaron discretamente en la residencia de sus padres en Park Avenue el 15 de diciembre de 1933. Según sus amigos, el matrimonio tuvo un impacto positivo en el actor, que dejó a un lado las indiscreciones del pasado y retomó el control de su vida. Deportista y amante del aire libre, su esposa compartía muchos de los intereses de Cooper, como montar a caballo, esquiar y el tiro al plato. Ella se encargó de organizar su vida social y su patrimonio y sus conexiones sociales dieron al actor acceso a la alta sociedad de Nueva York. El matrimonio residió en distintas viviendas en el área de Los Ángeles: en Encino (1933-36), Brentwood (1936-53) y Holmby Hills (1954-61), y poseían una casa de vacaciones en Aspen, Colorado (1949-53).
La única hija del matrimonio, Maria Veronica, nació el 15 de septiembre de 1937. Según todos los testimonios, Cooper fue un padre paciente y cariñoso, le enseñó a montar en bicicleta, a jugar al tenis, a esquiar y a montar a caballo. La niña compartía muchos de los intereses de sus padres, los acompañaba en sus viajes y a menudo se fotografiaba con ellos. Al igual que su padre, desarrolló una gran afición por el arte y la pintura. Las vacaciones las disfrutaban en familia en Sun Valley (Idaho), pasaban tiempo en la casa de campo de los padres de Rocky en Southampton (Nueva York) y realizaban frecuentes viajes a Europa. Cooper y Rocky se separaron legalmente el 16 de mayo de 1951, momento en el que el actor se fue de casa. Durante más de dos años mantuvieron una frágil e incómoda vida familiar con su hija. Cooper volvió a su hogar en noviembre de 1953 y su reconciliación formal tuvo lugar en febrero de 1954.

### Relaciones románticas

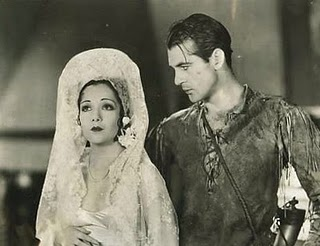
Lupe Vélez y Cooper en Wolf Song (1929)

Antes de su matrimonio Cooper mantuvo una serie de relaciones románticas con destacadas actrices; la primera fue en 1927 con Clara Bow, quien impulsó su carrera ayudándole a conseguir uno de sus primeros papeles importantes en Children of Divorce. Bow también le consiguió un papel en Wings, lo que generó una enorme cantidad de correspondencia de fanes para el joven actor. En 1928 tuvo una relación con otra experimentada actriz, Evelyn Brent, a quien conoció mientras filmaba Beau Sabreur. En 1929, durante el rodaje de The Wolf Song, Cooper inició un intenso romance con Lupe Vélez, el más significativo y duradero de sus primeros años; durante los dos años que estuvieron juntos, Cooper también tuvo escarceos amorosos con Marlene Dietrich mientras filmaban Morocco en 1930 y con Carole Lombard durante el rodaje de I Take This Woman en 1931. Durante su año en el extranjero en 1931-32, tuvo una aventura con la condesa Dorothy di Frasso, que estaba casada, mientras estuvo alojado en su Villa Madama cerca de Roma.
Tras su matrimonio en diciembre de 1933, Cooper permaneció fiel a su esposa hasta el verano de 1942, cuando inició un romance con Ingrid Bergman durante la producción de Por quién doblan las campanas; su relación duró hasta la finalización del rodaje de Saratoga Trunk en junio de 1943. En 1948, después de terminar el trabajo en The Fountainhead, comenzó un romance con la actriz Patricia Neal, su coprotagonista; al principio mantuvieron su aventura de manera discreta, pero con el tiempo se convirtió en un secreto a voces en Hollywood y su esposa le enfrentó con los rumores, que él admitió que eran ciertos y también confesó que estaba enamorado de Neal y continuó viéndola. Cooper y su esposa se separaron legalmente en mayo de 1951, pero él no solicitó el divorcio. Neal afirmó más tarde que el actor le pegó cuando tuvo una cita con Kirk Douglas y que organizó un aborto cuando quedó embarazada del hijo de Cooper. La actriz finalizó su relación a finales de diciembre de 1951. Durante los tres años de separación de su esposa, se rumoreó que el actor mantuvo relaciones con Grace Kelly, Lorraine Chanel y Gisèle Pascal.
Sus biógrafos han profundizado sobre su amistad a finales de los años 1920 con el actor Anderson Lawler, con quien Cooper compartió una casa ocasionalmente durante un año, al tiempo que se veía con Clara Bow, Evelyn Brent y Lupe Vélez. Vélez le dijo en una ocasión a Hedda Hopper que durante su relación con Cooper, siempre que él volvía a casa después de ver a Lawler ella percibía el olor de la colonia de Lawler; la biógrafa de Vélez, Michelle Vogel, publicó que la actriz consintió el comportamiento sexual de Cooper con Lawler, pero solo si ella también podía participar.

### Amistades, intereses y carácter
Su amistad con Ernest Hemingway, que duró 20 años, se inició en Sun Valley en octubre de 1940. El año anterior, Hemingway se basó en la figura de Cooper al crear el personaje de Robert Jordan para su novela Por quién doblan las campanas. Ambos compartían la pasión por la naturaleza y durante años cazaron patos y faisanes y esquiaron juntos en Sun Valley. Ambos admiraban la obra de Rudyard Kipling —Cooper tenía una copia del poema «Si...» en su camerino— y mantuvieron como adultos el juvenil sentido aventurero de Kipling. Además de admirar sus conocimientos sobre la caza y la naturaleza, Hemingway consideraba que su personalidad era igual a la de su imagen en la pantalla; en una ocasión le dijo a un amigo: «Si crearas un personaje como Coop, nadie se lo creería. Es demasiado bueno para ser verdad». Se veían a menudo y mantuvieron una gran amistad a lo largo de los años.
Su vida social se centraba generalmente en los deportes, las actividades al aire libre y las cenas con su familia y amigos de la industria cinematográfica, como los directores Henry Hathaway, Howard Hawks, William Wellman y Fred Zinnemann y los actores Joel McCrea, James Stewart, Barbara Stanwyck y Robert Taylor. Además de la caza, le gustaba montar a caballo, la pesca, el esquí y, posteriormente, el submarinismo. Nunca abandonó su amor por el arte y el dibujo que adquiriera de joven y con el paso de los años, tanto él como su esposa adquirieron una colección privada de pinturas modernas, entre las que se encontraban obras de Pierre-Auguste Renoir, Paul Gauguin y Georgia O'Keeffe, además de algunas obras de Pablo Picasso, a quien conoció en 1956. A lo largo de toda su vida también fue un apasionado de los automóviles, con una colección que incluía un Duesenberg de 1930.
Su carácter era reservado e introvertido y amaba la soledad de las actividades al aire libre. A diferencia de su personalidad en la pantalla, con frecuencia su forma de comunicarse consistía en largos silencios, con un ocasional «sí» o «caramba». En una ocasión dijo: «Si otros tienen cosas más interesantes que decir que yo, me quedo callado». Según sus amigos, también podía ser un conversador elocuente y bien informado sobre temas que iban desde los caballos, las armas y la historia del Oeste hasta la producción de películas, los coches deportivos y el arte moderno. Era modesto y poco pretencioso y frecuentemente restaba importancia a su desempeño como actor y a sus logros profesionales. Sus amigos y colegas lo describieron como encantador, bien educado y considerado, con un juvenil y alegre sentido del humor. Durante toda su carrera mostró buenos modales y nunca abusó de su estatus de estrella de cine ni buscó un trato especial o se negó a trabajar con un director o una actriz protagonista. Su gran amigo Joel McCrea dijo: «Coop nunca se peleó, nunca se enojó, nunca reprendió a nadie que yo sepa; a todos los que trabajaban con él les caía bien».

### Ideas políticas
Al igual que su padre, Cooper era republicano conservador; votó a Calvin Coolidge en las elecciones presidenciales de 1924, a Herbert Hoover en 1928 y 1932, e hizo campaña a favor de Wendell Willkie en 1940. Cuando Franklin D. Roosevelt se presentó a un cuarto mandato como presidente en 1944, Cooper hizo campaña por Thomas E. Dewey y criticó a Roosevelt por considerarlo deshonesto y adoptar posturas «extranjeras». En una locución por radio, que pagó de su bolsillo, antes de las elecciones, dijo: «No estoy de acuerdo con la creencia del New Deal de que la América que todos nosotros amamos está vieja, gastada y acabada (y tiene que tomar prestadas ideas extranjeras que ni siquiera parecen funcionar muy bien de donde vienen...) Nuestro país es un país joven que solo tiene que atreverse a ser él mismo de nuevo». También asistió a un mitin republicano en el Coliseo Memorial de Los Ángeles que congregó a 93 000 seguidores de Dewey.
Fue uno de los fundadores de la Alianza Cinematográfica para la Preservación de los Ideales Americanos, una organización conservadora dedicada, de acuerdo con su declaración de principios, a preservar el american way of life y a oponerse al comunismo y al fascismo. Esta organización, entre cuyos miembros se encontraban Walter Brennan, Laraine Day, Walt Disney, Clark Gable, Hedda Hopper, Ronald Reagan, Barbara Stanwyck y John Wayne, aconsejó al Congreso de los Estados Unidos que investigara la posible influencia comunista en la industria cinematográfica. El 23 de octubre de 1947, Cooper fue citado a comparecer ante el Comité de Actividades Antiestadounidenses de la Cámara de Representantes y se le preguntó si había observado alguna influencia de este tipo en Hollywood, a lo que el actor contestó que había escuchado declaraciones que sugerían que la Constitución estaba obsoleta y que el Congreso era una institución innecesaria, algo que él consideró «muy antiestadounidense», e indicó que había rechazado varios guiones porque consideró que estaban «impregnados de ideas comunistas»; a diferencia de otros testigos, Cooper no dio el nombre de ninguna persona ni hizo referencia a ningún guion en concreto durante su testimonio.
En 1951, durante el rodaje de Solo ante el peligro, Cooper se hizo amigo del guionista de la película, Carl Foreman, que había sido miembro del Partido Comunista. Cuando Foreman fue citado por el Comité de Actividades Antiestadounidenses, el actor lo defendió y cuando John Wayne y otros lo amenazaron con incluirlo en la lista negra y perder su pasaporte si no se retiraba de la película, hizo una declaración a la prensa apoyándolo y, cuando el productor Stanley Kramer retiró a Foreman como guionista, tanto Cooper como el director Fred Zinnemann amenazaron con abandonar el rodaje si no se restablecía a Foreman.

### Religión
Cooper fue confirmado en la Iglesia de Inglaterra en diciembre de 1911, y fue miembro de la Iglesia episcopal en Estados Unidos. Aunque no fue un cristiano practicante durante la mayor parte de su vida adulta, muchos de sus amigos consideraban que tenía un carácter profundamente espiritual.
El 26 de junio de 1953 acompañó a su esposa e hija, que eran católicas devotas, a Roma, donde tuvieron una audiencia con el papa Pío XII; Cooper y su esposa aún estaban separados en esa época, pero la visita papal marcó el comienzo de su gradual reconciliación. En los años siguientes el actor reflexionó sobre su mortalidad y su comportamiento personal y comenzó a conversar sobre el catolicismo con su familia; empezó a asistir regularmente a la iglesia con ellas y mantuvo reuniones con su párroco, que le ofreció orientación espiritual. Cooper fue bautizado como católico el 9 de abril de 1959, ante un pequeño grupo de familiares y amigos en la Iglesia del Buen Pastor en Beverly Hills.

## Últimos años
El 14 de abril de 1960 se sometió a una intervención quirúrgica en el Hospital General de Massachusetts en Boston para tratar un agresivo cáncer de próstata que había hecho metástasis en el colon; volvió a enfermar el 31 de mayo y a principios de junio se sometió a una nueva operación en el Hospital Lebanon en Los Ángeles para extirpar un tumor maligno del intestino grueso. Tras recuperarse durante el verano, fue con su familia de vacaciones al sur de Francia, antes de viajar al Reino Unido en otoño para protagonizar The Naked Edge; en diciembre de 1960, participó en el documental televisivo de la NBC The Real West, que formaba parte de la serie Project 20 de la compañía.
El 27 de diciembre su esposa se enteró por su médico de cabecera que el cáncer se había extendido a los pulmones y huesos y era inoperable; la familia decidió no decírselo en ese momento. El 9 de enero de 1961 asistió a una cena que se dio en su honor y que fue organizada por Frank Sinatra y Dean Martin en el Friars Club of Beverly Hills; a la cena asistieron muchos de sus amigos del mundo del cine y concluyó con un breve discurso de Cooper que dijo: «El único logro del que me siento orgulloso es el de los amigos que he hecho en esta comunidad».
A mediados de enero viajó con su familia a Sun Valley para disfrutar sus últimas vacaciones juntos, donde paseó con Hemingway. El 27 de febrero, tras regresar a Los Ángeles, se enteró de que se estaba muriendo. El 17 de abril vio la ceremonia de entrega de los Premios Óscar por televisión, en la que su amigo James Stewart, que le había entregado su primer Óscar años antes, aceptaba en su nombre un premio honorífico por su trayectoria profesional, su tercer premio de la Academia; conteniendo las lágrimas, Stewart dijo: «Coop, te lo daré enseguida. Y Coop, quiero que sepas esto, que con esto va toda la cálida amistad y el afecto y la admiración y el profundo, profundo respeto de todos nosotros. Estamos muy, muy orgullosos de ti, Coop. Todos estamos tremendamente orgullosos». Al día siguiente los periódicos de todo el mundo publicaron la noticia de que se estaba muriendo; en los días siguientes recibió numerosos mensajes de aprecio y aliento, incluidos telegramas del papa Juan XXIII y de la reina Isabel II del Reino Unido, así como una llamada telefónica del presidente John F. Kennedy.

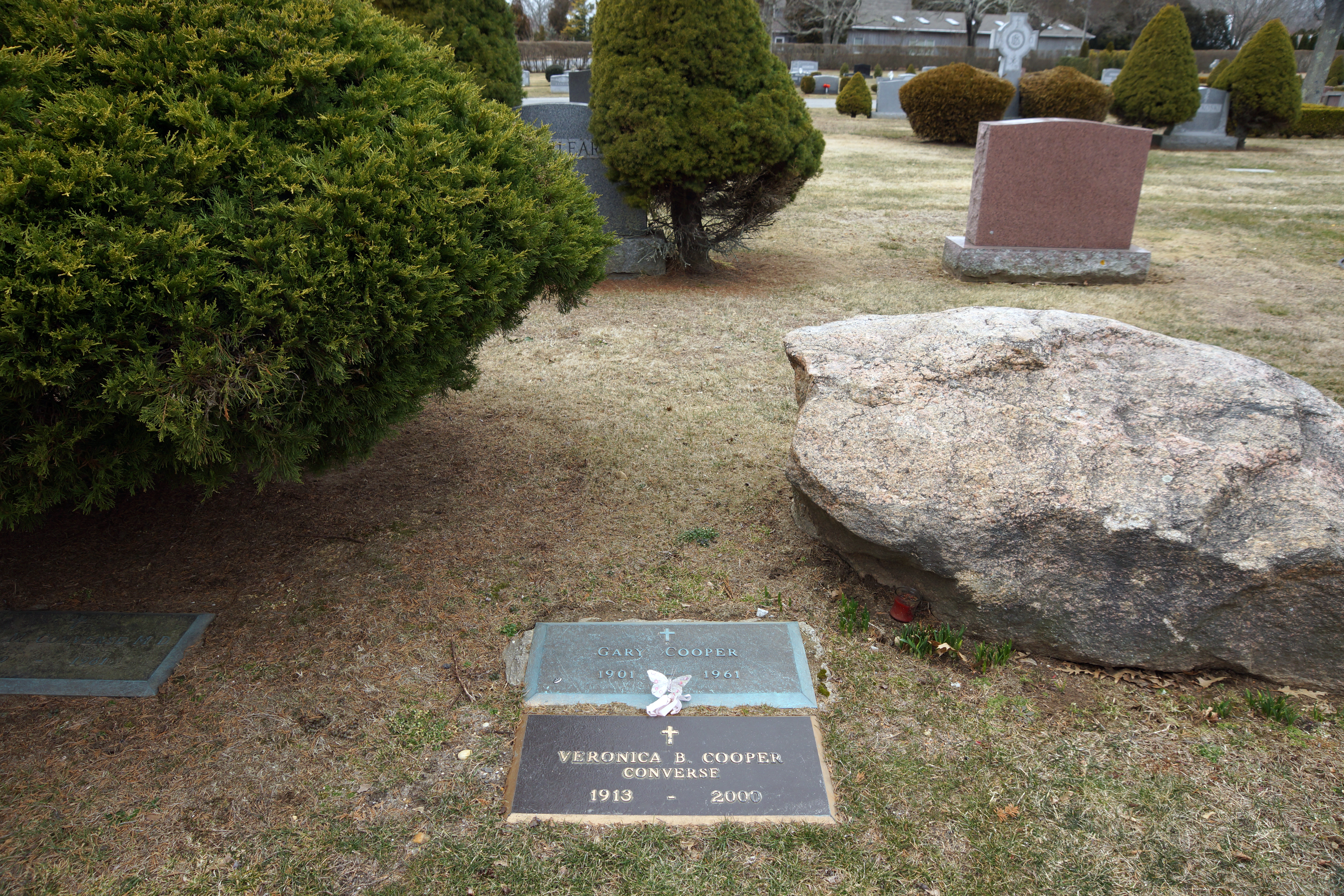
Tumba de Cooper en el cementerio de los Sagrados Corazones de Southampton, Nueva York

Recibió la extremaunción el 12 de mayo; murió al día siguiente, el sábado 13 de mayo de 1961, a las 12:47 p. m., seis días después de su sexagésimo cumpleaños.
El 18 de mayo se celebró un réquiem en la Iglesia del Buen Pastor, a la que asistieron muchos de sus amigos, entre ellos James Stewart, Henry Hathaway, Joel McCrea, Audrey Hepburn, Jack Warner, John Ford, John Wayne, Edward G. Robinson, Frank Sinatra, Dean Martin, Fred Astaire, Randolph Scott, Walter Pidgeon, Bob Hope y Marlene Dietrich. Fue enterrado en la Gruta de Nuestra Señora de Lourdes en el cementerio de Holy Cross en Culver City, California. En mayo de 1974, después de que su familia se trasladara a Nueva York, sus restos fueron exhumados y enterrados en el cementerio de los Sagrados Corazones de Southampton. Su tumba está señalada con una roca de tres toneladas de una cantera de Montauk.

## Estilo y reputación como actor
"Naturalness is hard to talk about, but I guess it boils down to this: You find out what people expect of your type of character and then you give them what they want. That way, an actor never seems unnatural or affected no matter what role he plays".
Es difícil hablar de la naturalidad, pero supongo que se reduce a esto: Averigua lo que la gente espera de tu tipo de personaje y luego les das lo que quieren. De esa manera, un actor nunca parece poco natural o afectado sin importar el papel que interprete.
Gary Cooper

Su estilo como actor se caracterizaba por su capacidad para proyectar rasgos de su propia personalidad en los personajes que interpretaba, para parecer natural y auténtico en sus papeles y ofrecer interpretaciones mesuradas y equilibradas para la cámara y la pantalla. El profesor de interpretación Lee Strasberg afirmó en una ocasión: «Los ejemplos más claros de las ideas de Stanislavsky son actores como Gary Cooper, John Wayne y Spencer Tracy. Tratan no de actuar, sino de ser ellos mismos, de responder o reaccionar. Se niegan a decir o hacer cualquier cosa que no esté en consonancia con sus propios personajes». El director de cine francés François Truffaut consideró a Cooper entre «los principales actores» por su capacidad de hacer grandes interpretaciones «sin dirección». Esta capacidad de proyectar aspectos de su propia personalidad en sus personajes generó una continuidad en sus actuaciones, hasta el punto de que los críticos y el público se convencieron de que simplemente se estaba «interpretando a sí mismo»".
Esta característica de su estilo como actor jugó un papel importante en su apariencia natural y auténtica en la pantalla. El actor John Barrymore dijo sobre él: «Este tipo es el mejor actor del mundo. Hace sin esfuerzo lo que el resto de nosotros pasa la vida tratando de aprender, es decir, ser natural». Charles Laughton, que protagonizó junto a Cooper Devil and the Deep, coincidió con esta apreciación: «En realidad, ese chico no tiene la menor idea de lo bien que actúa... Lo hace desde dentro, desde su propia y clara forma de ver la vida.» William Wyler, que lo dirigió en dos películas, lo describió como un «actor soberbio, un maestro de la actuación cinematográfica». En su reseña de la actuación de Cooper en The Real Glory, Graham Greene escribió: «A veces su enjuto rostro fotogénico parece dejarlo todo ante la cámara, pero no hay duda de que no está actuando. Véanlo vacunando a la chica contra el cólera, el pinchazo casual de la aguja y el vendaje mientras habla, como si mil brazos le hubieran enseñado dónde pinchar y ya no tuviera que pensar».
Otro rasgo característico de su estilo era su facilidad para desentenderse del hecho de estar ante la cámara, una capacidad que sorprendió a muchos de sus directores y colegas. Ya desde sus primeros largometrajes, fue consciente de la capacidad de la cámara para captar leves gestos y movimientos faciales. Comentando su interpretación en Sergeant York, el director Howard Hawks observó: «Trabajó muy duro y sin embargo no parecía estar trabajando. Era un actor extraño porque lo mirabas durante una escena y pensabas... esto no va a funcionar. Pero cuando veías las primeras pruebas en la sala de proyección al día siguiente podías leer en su cara todo lo que había estado pensando.» Sam Wood, que lo dirigió en cuatro películas, realizó observaciones similares sobre la actuación de Cooper en The Pride of the Yankees: «Lo que creía que era un juego de niños resultó ser el enfoque adecuado. En la pantalla es perfecto, pero en el plató jurarías que es la peor actuación de la historia del cine».
Sus compañeros de profesión admiraban sus dotes como actor. Comentando sus dos películas junto a Cooper, la actriz Ingrid Bergman concluyó: «La personalidad de este hombre era tan enorme, tan abrumadora, y esa expresión en sus ojos y su cara, era tan delicada y tan minimizada. No lo notabas hasta que lo veías en la pantalla. Me pareció maravilloso; el actor más discreto y natural con el que he trabajado».
Tom Hanks declaró: «En una sola escena de la primera película que ganó el premio de la Academia a la mejor película, vemos el futuro de la interpretación en la pantalla en la forma de Gary Cooper. Es tranquilo y natural, de alguna manera diferente a los otros miembros del reparto. Hace algo misterioso con sus ojos y sus hombros que se parece más a “ser” que a “actuar”.»
Daniel Day-Lewis dijo: «No me gustan particularmente los wéstern como género, pero sí me gustan ciertos wéstern. High Noon significa mucho para mí. Me encanta la pureza y la honestidad, me encanta Gary Cooper en esa película, la idea del último hombre en pie.»
Chris Pratt manifestó: «Empecé a ver wésterns cuando rodaba en Londres hace unos cuatro o cinco años. Realmente me enamoré de Gary Cooper, y de lo que hacía. Me enganchó a los wésterns. Antes, nunca me había entusiasmado la trama. Solo entraba, y había tipos a caballo en blanco y negro. Después del  High Noon de Gary Cooper, eso me gustaba. Adoro The Westerner. Es mi favorita. Tengo ese póster colgado en mi casa porque realmente me encanta».
Para Al Pacino «Gary Cooper fue un fenómeno, su capacidad de tomar algo y elevarlo, darle tanta dignidad. Una de las grandes figuras».

## Reconocimientos y legado

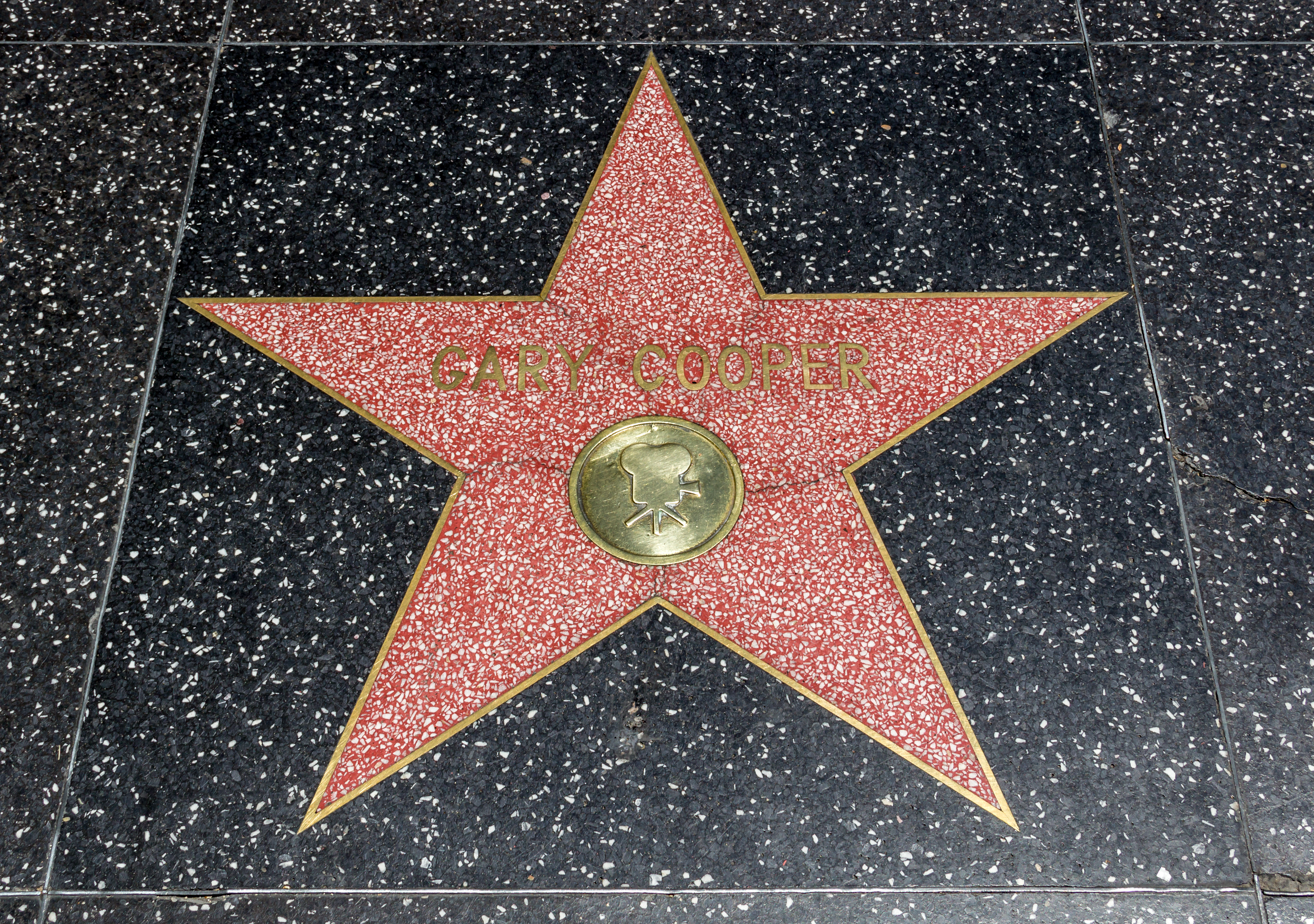
La estrella de Cooper en el paseo de la fama de Hollywood

Su carrera se extendió a lo largo de 36 años, de 1925 a 1961, con papeles protagonistas en 84 películas. Fue una estrella del cine desde el final de la era del cine mudo hasta finales de la edad de oro del Hollywood clásico. Su estilo de interpretación natural y auténtico atraía tanto a hombres como a mujeres, su repertorio de actuaciones abarcaba papeles en la mayoría de los principales géneros cinematográficos: películas del Oeste, de guerra, de aventura, dramáticas, policíacas, románticas, de comedia y de comedia romántica.
Estuvo incluido en la lista del Motion Picture Herald de las diez estrellas más importantes del cine durante veintitrés años consecutivos, de 1936 a 1958. Según la encuesta anual de Quigley, Cooper fue una de las estrellas que más dinero ganaron durante 18 años, figurando entre los diez primeros en los años 1936-1937, 1941-1949 y 1951-1957, encabezando la lista en 1953 y en el cuarto lugar de todos los tiempos tras John Wayne, Clint Eastwood y Tom Cruise. En el momento de su muerte, se estimó que sus películas recaudaron más de 200 millones de dólares, unos 2039 millones actuales.
En más de la mitad de sus películas interpretó papeles de vaqueros, soldados, pilotos, marinos y exploradores, todos ellos hombres de acción. En el resto, interpretó una gran variedad de personajes, como médicos, profesores, artistas, arquitectos, oficinistas y jugadores de béisbol. Su imagen en pantalla cambió a medida que avanzó su carrera. En sus primeras películas interpretó al joven héroe ingenuo seguro de su posición moral y confiado en el triunfo de las virtudes esenciales (El virginiano). Después de convertirse en una gran estrella su imagen de vaquero fue reemplazada por un héroe más cauto en los filmes de aventuras y los dramas (A Farewell to Arms). Durante el apogeo de su carrera, de 1936 a 1943, interpretó un nuevo tipo de héroe: un abanderado del hombre común dispuesto a sacrificarse por los demás (Mr. Deeds, Meet John Doe, Por quién doblan las campanas). En los años de la posguerra, Cooper intentó ampliar el espectro de su imagen en pantalla, que pasó a mostrar a un héroe cada vez más en desacuerdo con el mundo que debe enfrentarse solo a la adversidad (The Fountainhead, High Noon). En sus últimas películas, el héroe rechaza la violencia del pasado y busca recuperar el honor perdido y encontrar la redención (Friendly Persuasion, Man of the West). La imagen cinematográfica que desarrolló y sostuvo a lo largo de su carrera representaba al ideal del héroe estadounidense: un hombre alto, guapo y sincero de integridad firme que priorizaba la acción sobre el intelecto y combinaba las cualidades heroicas del amante romántico, el aventurero y el hombre común.
El 6 de febrero de 1960 fue distinguido con una estrella en el paseo de la fama de Hollywood, a la altura del 6243 de Hollywood Boulevard, por su contribución a la industria cinematográfica.
El 6 de mayo de 1961 se le concedió la distinción honorífica francesa de la Orden de las Artes y las Letras en reconocimiento a su significativa contribución a las artes. El 30 de julio de 1961 fue galardonado póstumamente con el Premio Especial David di Donatello en Italia por su trayectoria profesional.
El American Film Institute (AFI) lo situó en el puesto 11.º de su lista de las 25 leyendas del cine clásico de Hollywood. Tres de sus personajes —Will Kane, Lou Gehrig y el sargento York— están incluidos en la lista del AFI de los 100 mayores héroes y villanos, los tres en el apartado de héroes. Su frase interpretando a Lou Gehrig «Hoy me considero el hombre más afortunado de la faz de la tierra», está clasificada por el AFI como la trigésima octava frase de película más célebre de todos los tiempos.
Más de medio siglo después de su muerte, el legado de Cooper perdura, según el biógrafo Jeffrey Meyers, por su imagen del héroe americano ideal preservada en sus actuaciones en la gran pantalla. Charlton Heston comentó en una ocasión: «Proyectó el tipo de hombre que los americanos querrían ser, probablemente más que cualquier actor que haya vivido».

## Premios y distinciones
| Año  | Premio                                                | Categoría                      | Película                 | Resultado |
| ---- | ----------------------------------------------------- | ------------------------------ | ------------------------ | --------- |
| 1937 | Premios Óscar                                         | Mejor actor                    | Mr. Deeds Goes to Town   | Nominado  |
| 1937 | Premios del Círculo de Críticos de Cine de Nueva York | Mejor actor                    | Mr. Deeds Goes to Town   | Nominado  |
| 1941 | Premios del Círculo de Críticos de Cine de Nueva York | Mejor actor                    | Sergeant York            | Ganador   |
| 1942 | Premios Óscar                                         | Mejor actor                    | Sergeant York            | Ganador   |
| 1943 | Premios Óscar                                         | Mejor actor                    | The Pride of the Yankees | Nominado  |
| 1944 | Premios Óscar                                         | Mejor actor                    | For Whom the Bell Tolls  | Nominado  |
| 1945 | Premios del Círculo de Críticos de Cine de Nueva York | Mejor actor                    | Along Came Jones         | Nominado  |
| 1952 | Premio revista Photoplay                              | Estrella masculina más popular | High Noon                | Ganador   |
| 1953 | Premios Óscar                                         | Mejor actor                    | High Noon                | Ganador   |
| 1953 | Premios Globo de Oro                                  | Mejor actor                    | High Noon                | Ganador   |
| 1957 | Premios Globo de Oro                                  | Mejor actor                    | Friendly Persuasion      | Nominado  |
| 1959 | Premios Golden Laurel                                 | Mejor actor de acción          | The Hanging Tree         | Ganador   |
| 1960 | Premios Golden Laurel                                 | Mejor actor de acción          | They Came to Cordura     | Ganador   |
| 1961 | Premios Óscar                                         | Óscar honorífico               |                          | Ganador   |